# 香港建築

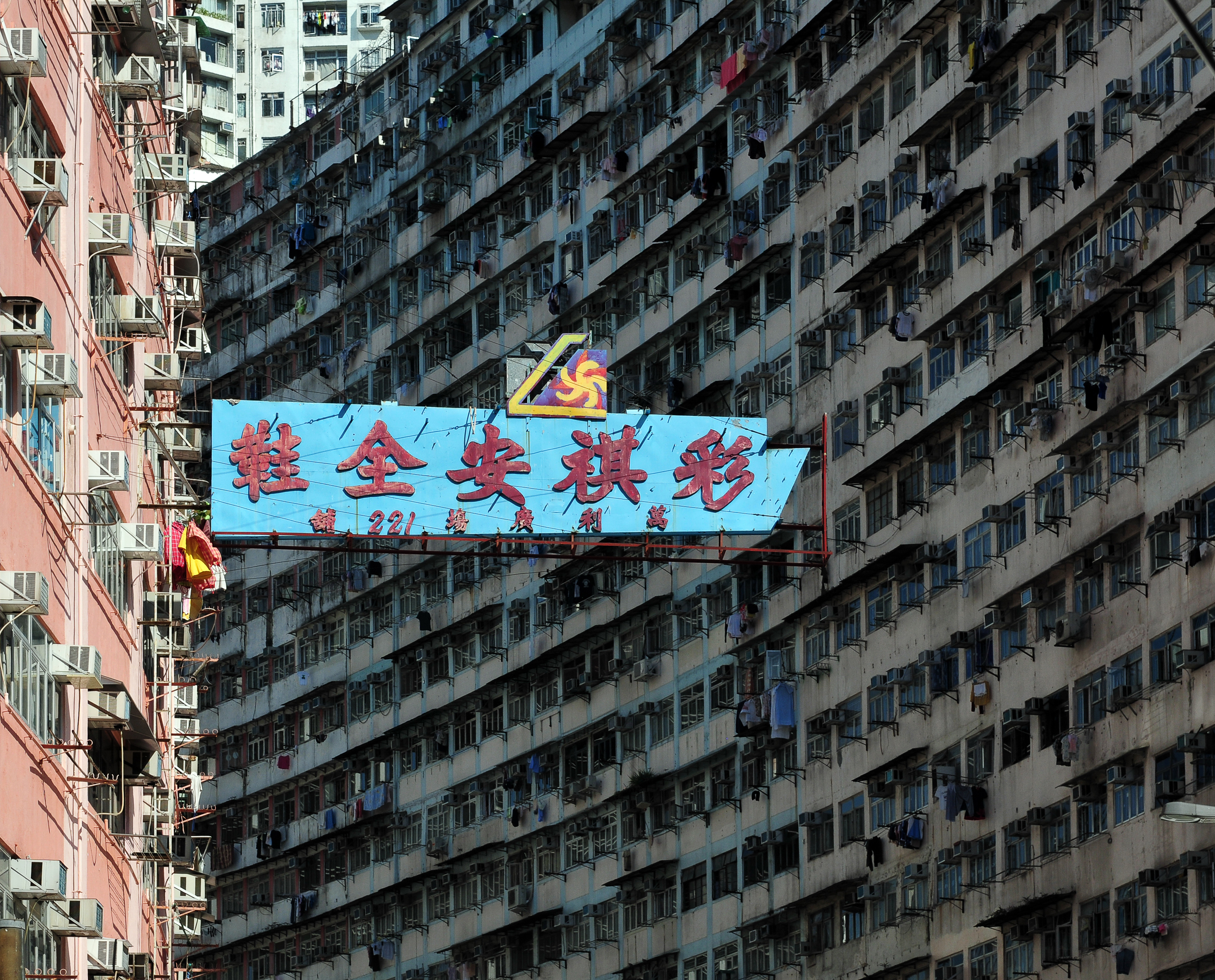
香港街道之建築立面

香港建築是變化多端的。由於土地有限，很少市區內的歷史建築能夠保存下來。可是，作為現代建築的中心，很多古老的建築物都被拆卸讓出空間給新的建築物。香港建築按風格可以粗略分成中國傳統建築、歐美建築及現代建築。

## 中國傳統建築

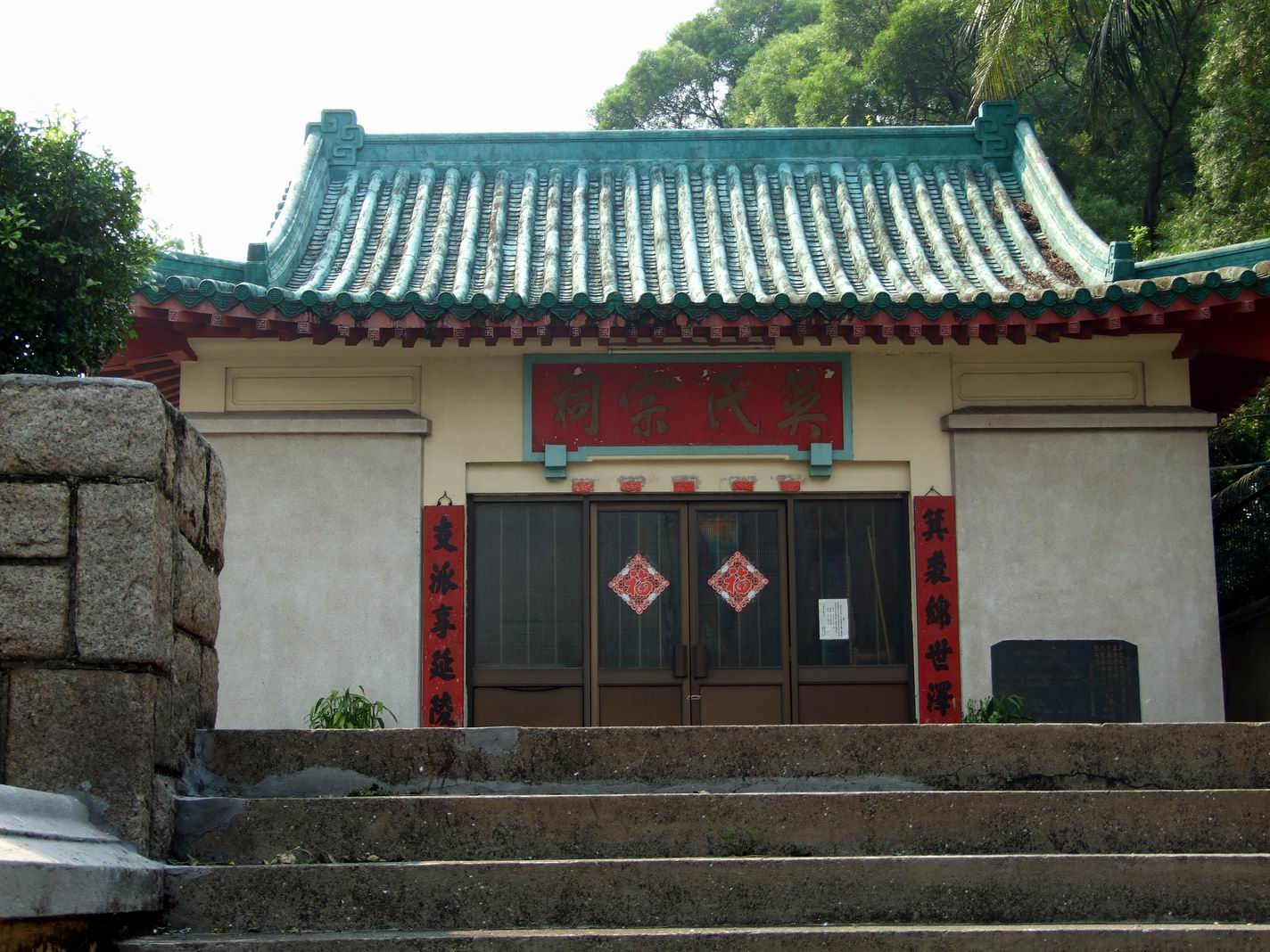
九龍衙前圍村吳氏家祠
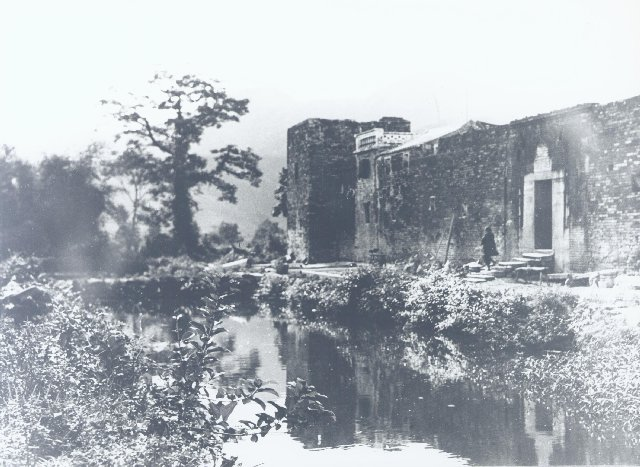
1920年代元朗錦田吉慶圍
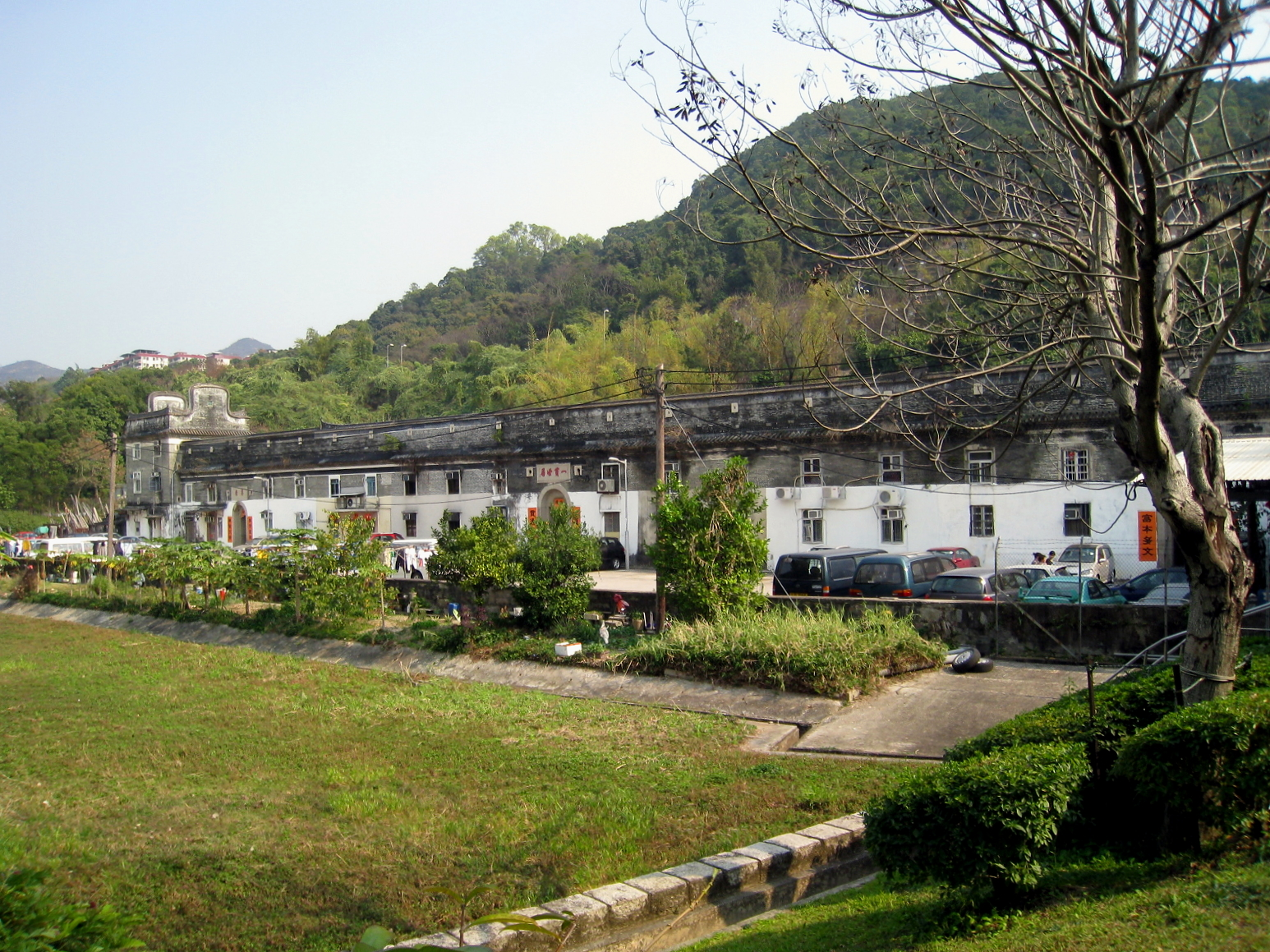
沙田博康邨旁的曾大屋
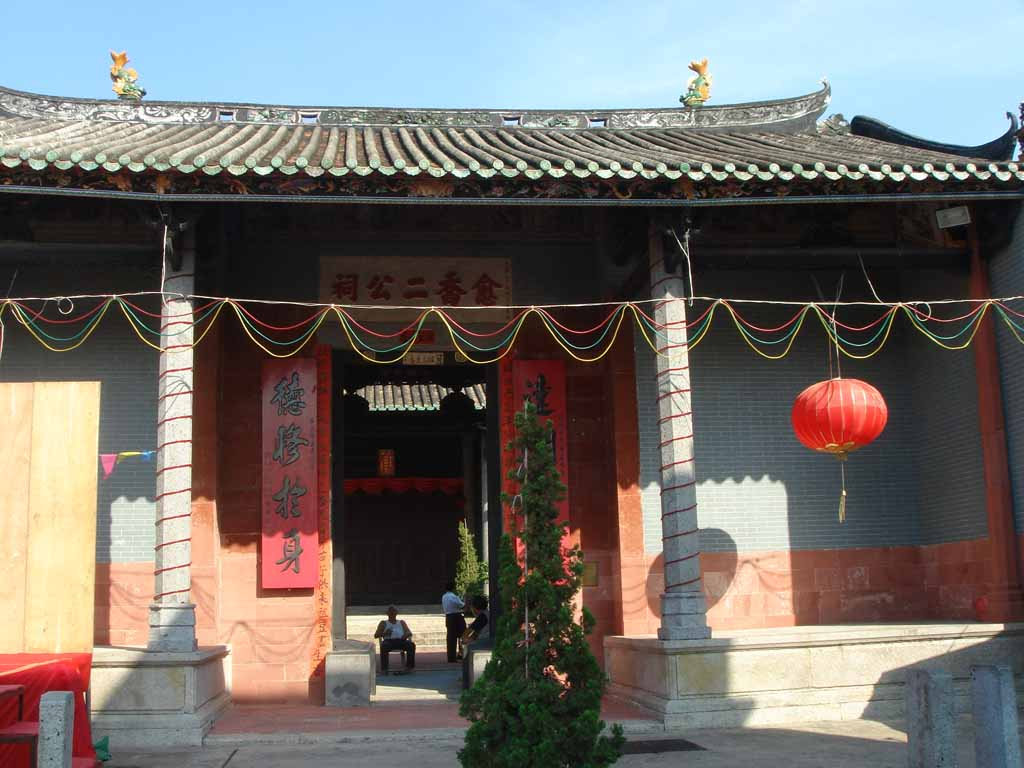
元朗愈喬二公祠正門

在未開埠之前，香港屬廣東省新安縣管轄。由於地緣關係，香港的建築特色都是以嶺南一帶的傳統中式廟宇、村屋、圍村為主。新安縣沿海一帶有不少以捕魚為生的漁民和水上人聚居，故今天香港建有很多觀音廟、天后廟、侯王廟，用以保佑平安。在清康熙八年（1669年）復界前，本地人（新界五大氏族）已在今天的香港境內定居。在清康熙八年（1669年）復界後，很多客家人遷入原属本地人的元朗、北區、西貢、荃灣、大埔及沙田等地，双方发生土客械斗，為了保衛领地，建造了不少圍村。香港著名圍村有元朗錦田吉慶圍、上水鄉內的上水圍、由彭氏家族興建的粉嶺圍和九龍新蒲崗東光道的衙前圍村。

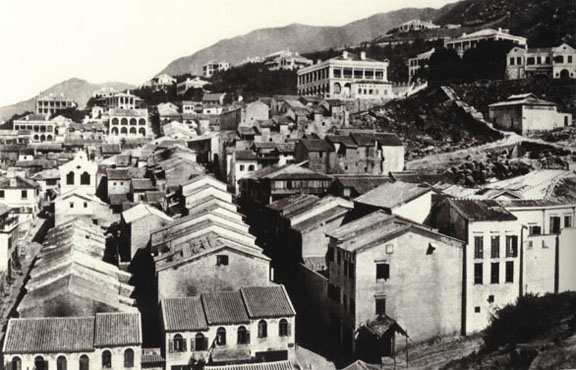
1870年代的太平山街一帶
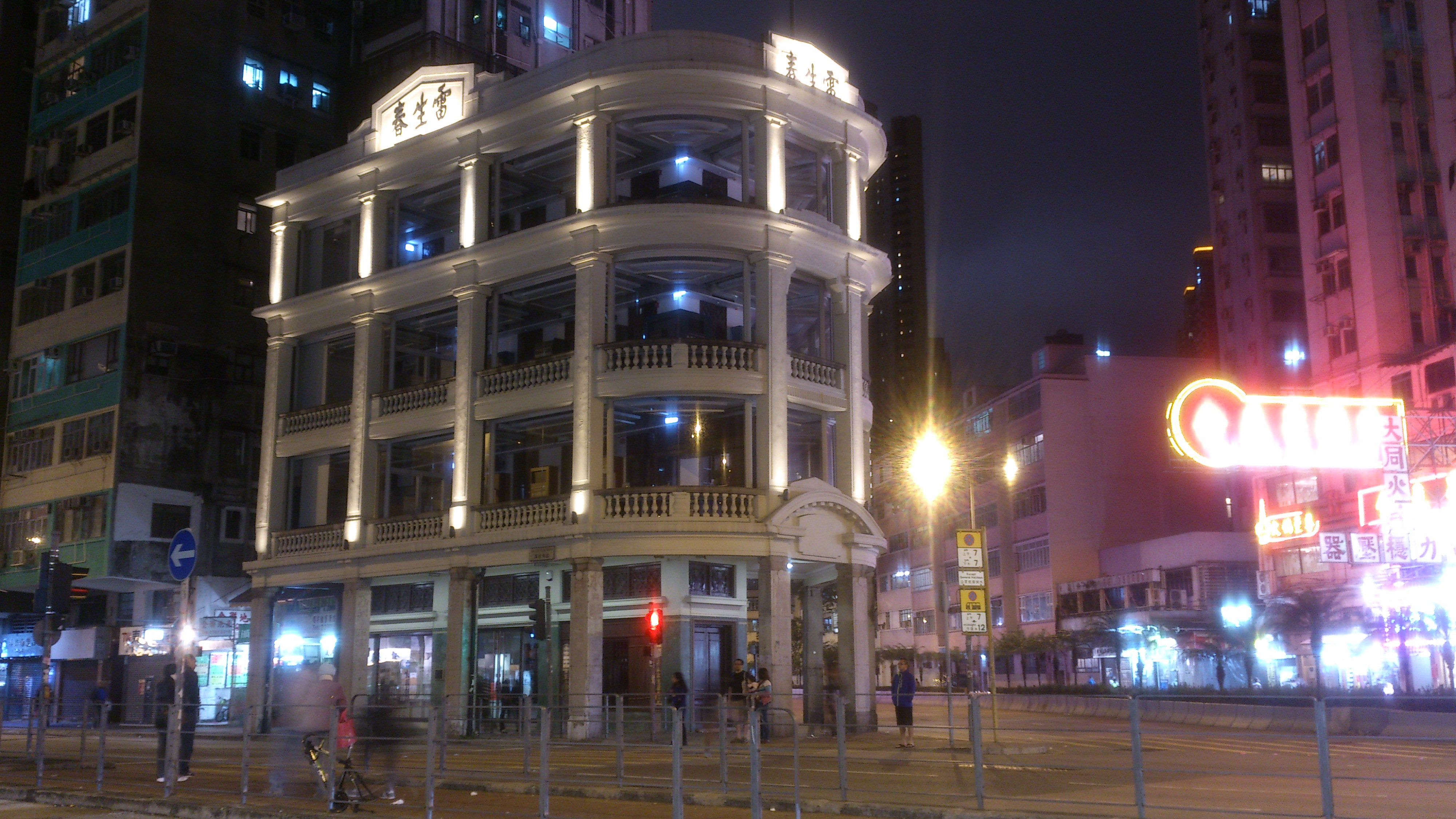
雷生春（活化後）
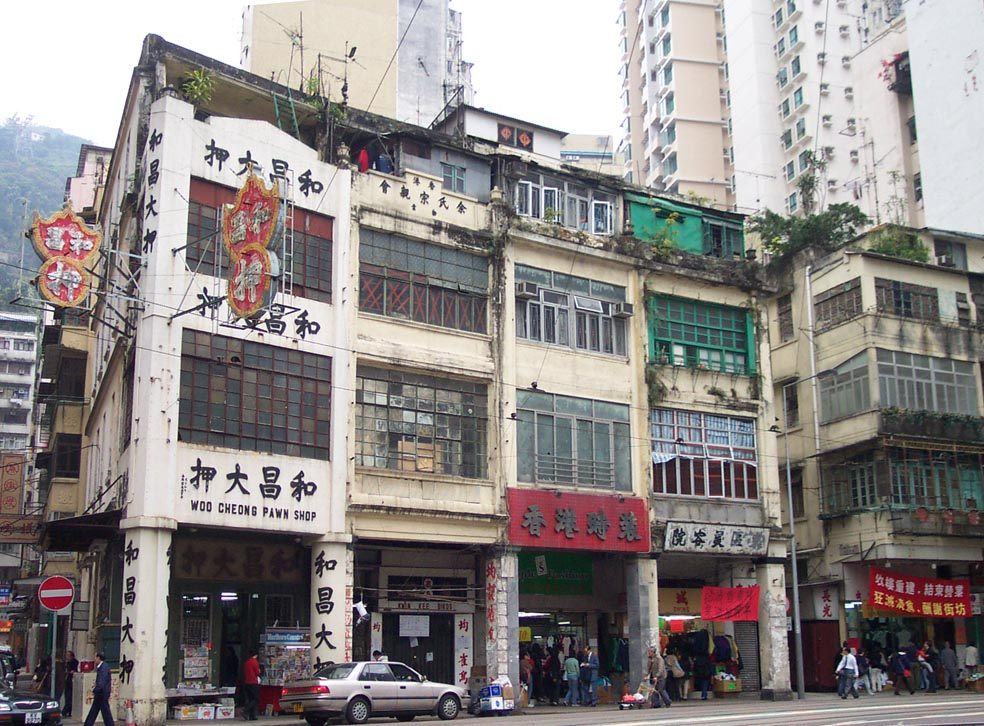
灣仔莊士敦道的和昌大押
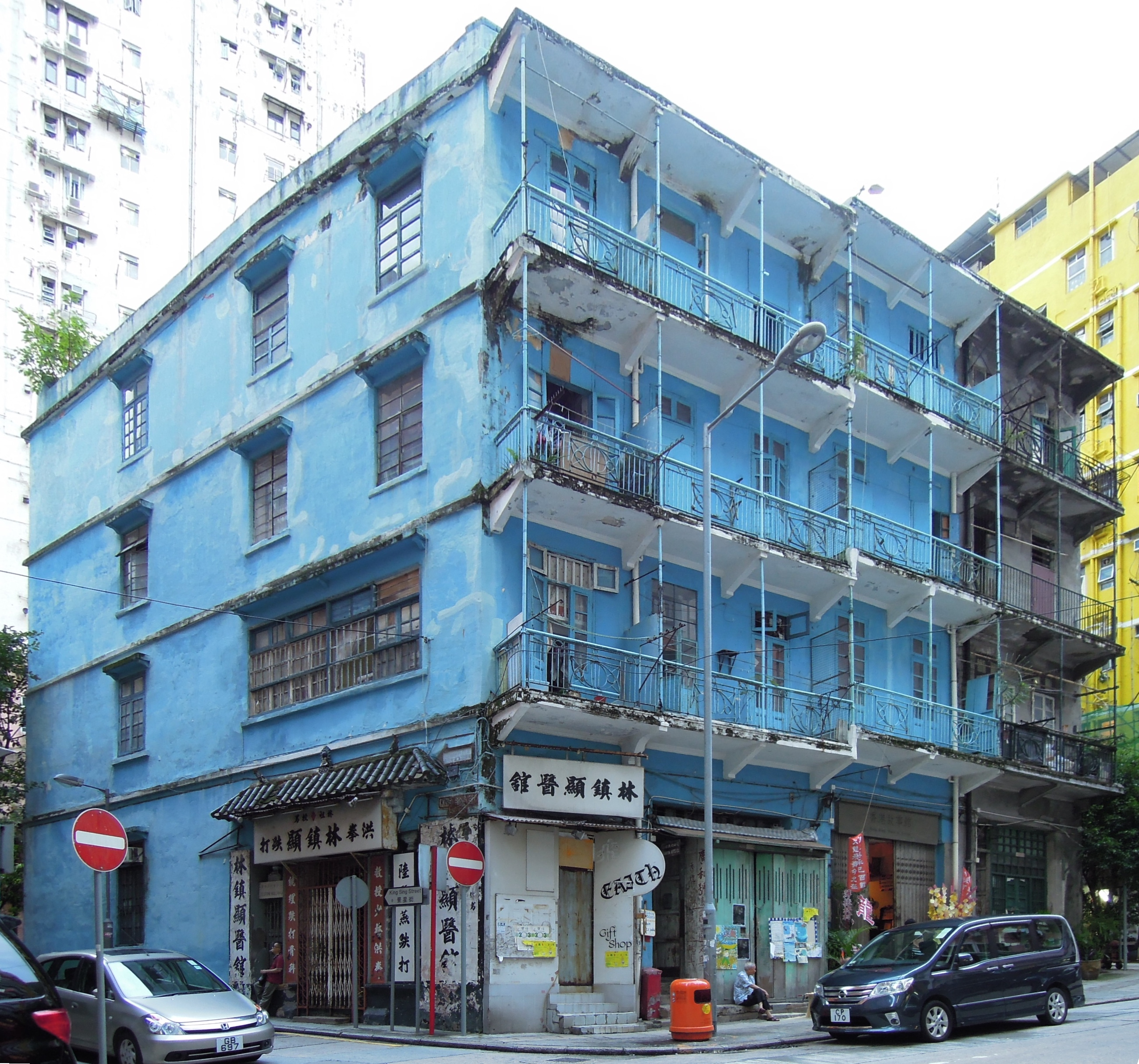
位於灣仔的藍屋

開埠初期，中環太平山街附近人口急增，人們開始大量興建唐樓解決居住問題。唐樓不少混合中式及西式建築風格，常以西式的石柱及裝飾花紋配以中式的小型露臺。由於當時的建築技術所限，一般唐樓都屬3至4層高，分為前、後座，前面設有騎樓，部分則設有露臺，樓底比現代住宅建築為高。唐樓地下一層通常為商舖，樓上則作為住宅。唐樓沒有電梯，只有樓梯連接各層，很多舊式唐樓沒有廁所設施。隨著香港人口不斷上升，城市不斷向西環、銅鑼灣及九龍各區發展，唐樓在這些地區不斷湧現，直到香港政府推出公共房屋政策為止。深水埗的雷生春，灣仔的藍屋都是著名的唐樓。因為後來開始改用三合土為建築材料，唐樓的樓層可以多達7層。現在大部分戰前唐樓由於城市發展及日久失修而慢慢消失。

## 歐美建築

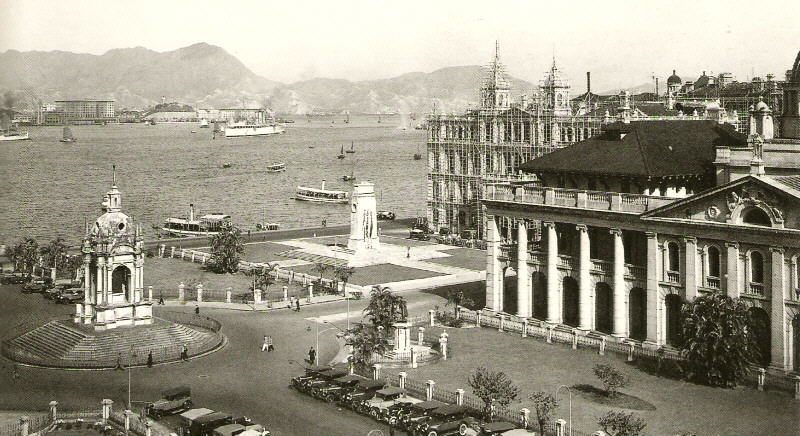
1920年代位於皇后像廣場旁的立法會大樓
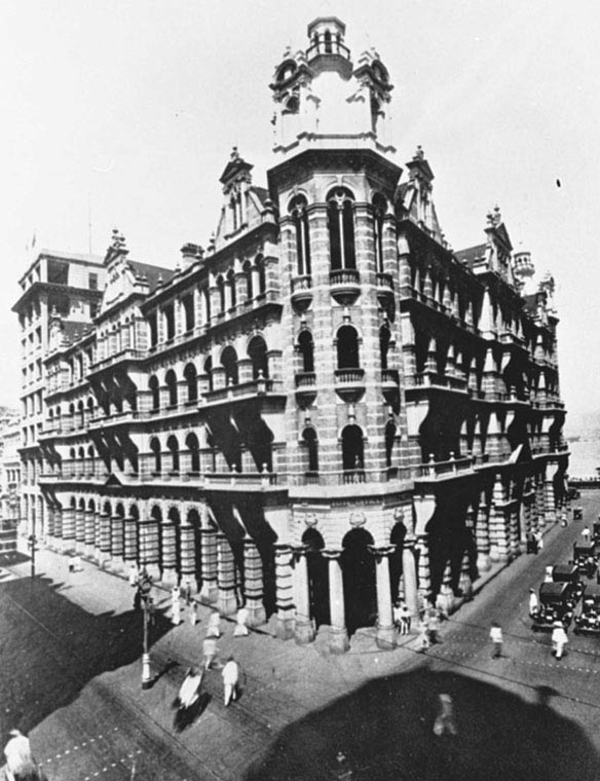
1946年郵政總局
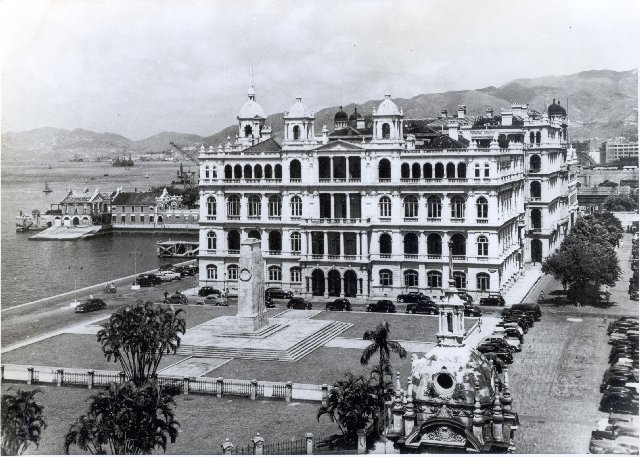
第二代香港會會所(1928年)
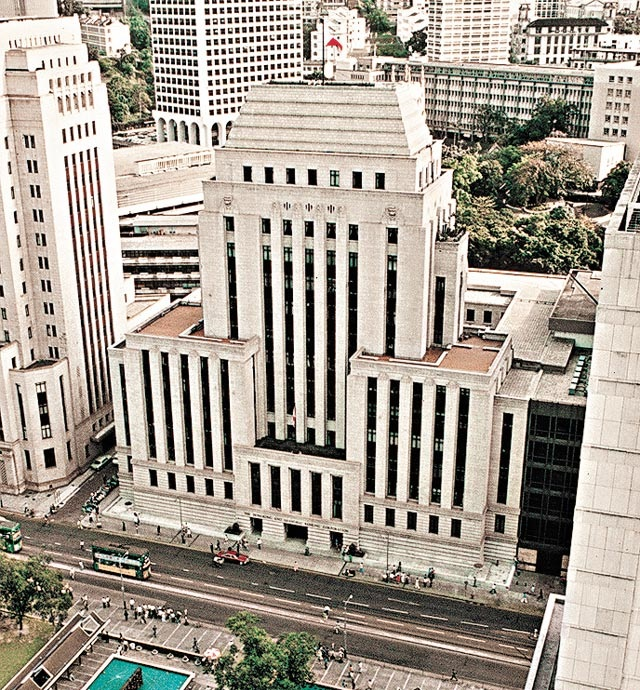
前匯豐總行大廈
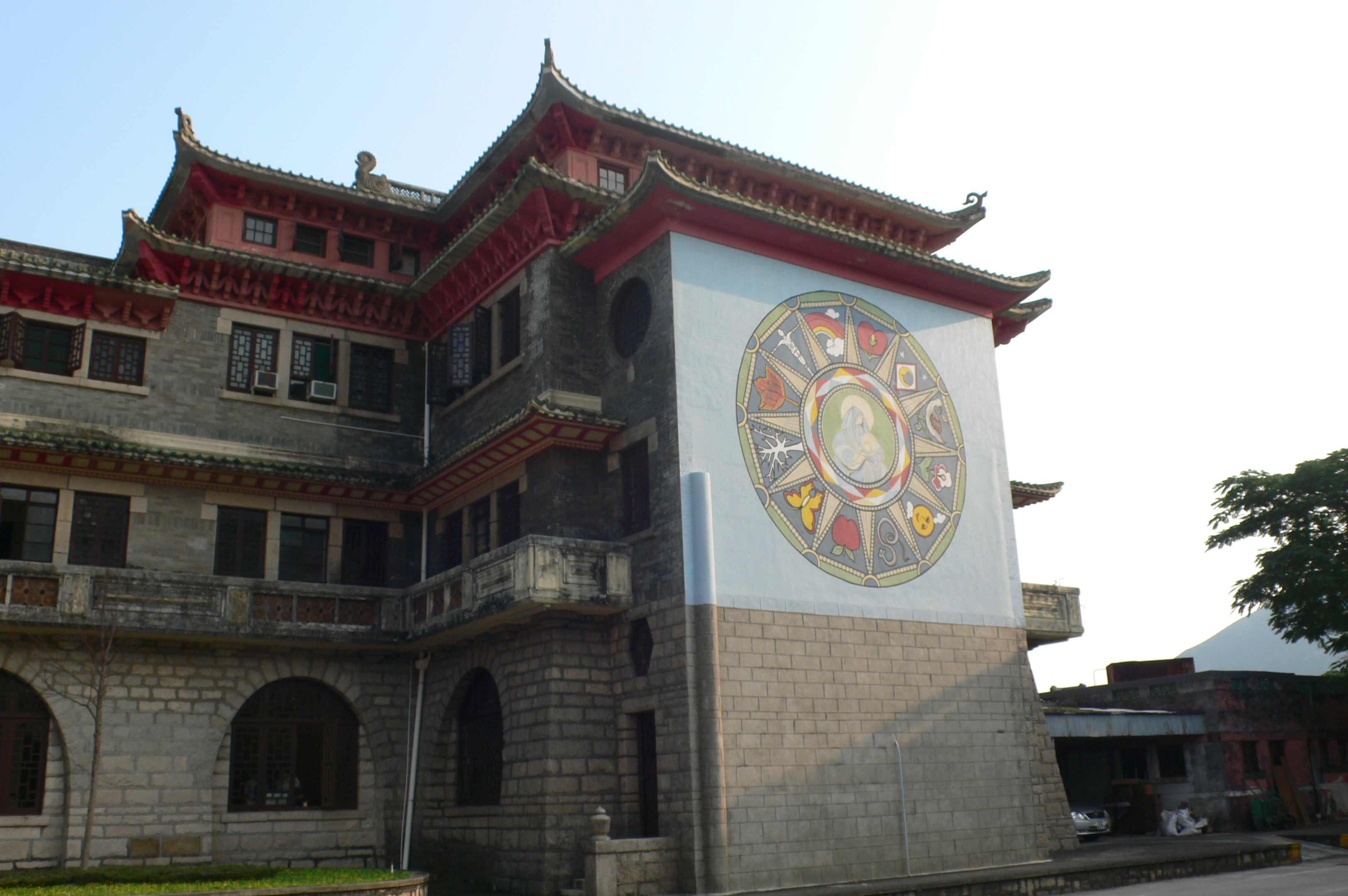
聖神修院南樓
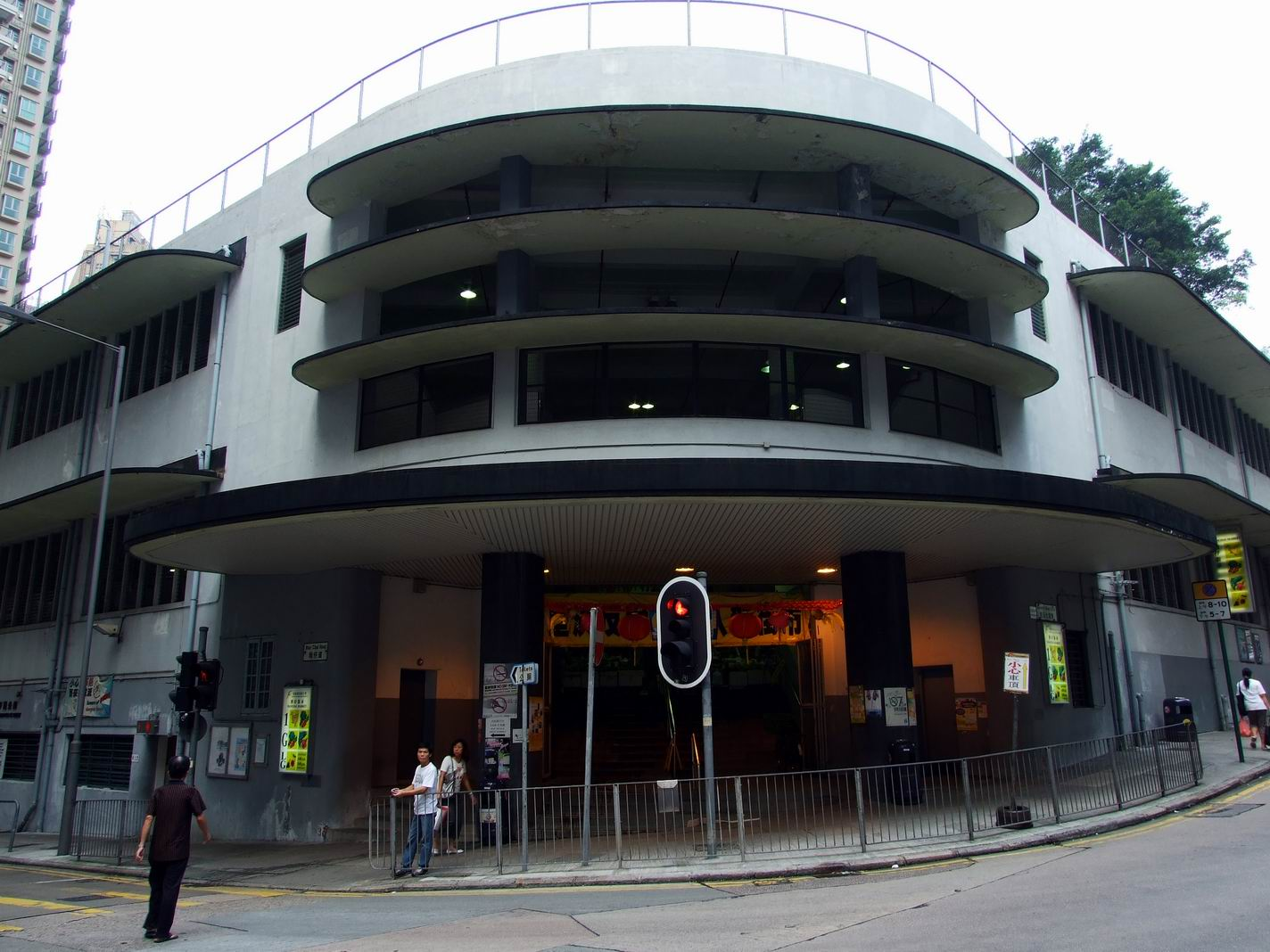
舊灣仔街市（改建前）

開埠之後，英國人帶來了維多利亞時期及愛德華時代的建築風格。其中比較著名的有採用新古典主義設計的終審法院大樓（舊最高法院大樓、舊立法會大樓）、以花崗石雕刻聞名的舊中區警署、第三代香港郵政總局、美利樓等等。前香港會所大廈建於1897年，風格則採用義大利文藝復興。香港首次得到認為是大廈的建築物建於1904年6月至1905年12月之間。該建築物由五個大樓組成，每個都有5至6層。當時由占姆·凱撒克與保羅·遮打合資創辦的香港置地所興建的。
大部分高樓大廈都是商業用途。首個得到認為的摩天大廈就是建於1935年的前匯豐總行大樓，當時已經設有空調，是香港首座裝有空調的建築物。大廈樓高70米，共13層，設計屬美國芝加哥學派。現在則由1985年所建成的香港滙豐總行大廈所取代。
在香港，擁有1930年代的現代豎直線條及德國包浩斯風格的建築物只有中環街市和僅餘外殼和前半的舊灣仔街市。灣仔街市是由當時工務局內的英籍建築師所設計的，而且還有一點裝飾風藝術運動後期那種摩登流線型建築外貌的風格。
位於香港黃竹坑華南總修院則揉合了中國及義大利建築藝術，成了當地很有特色的建築。

## 現代建築

### 純住宅

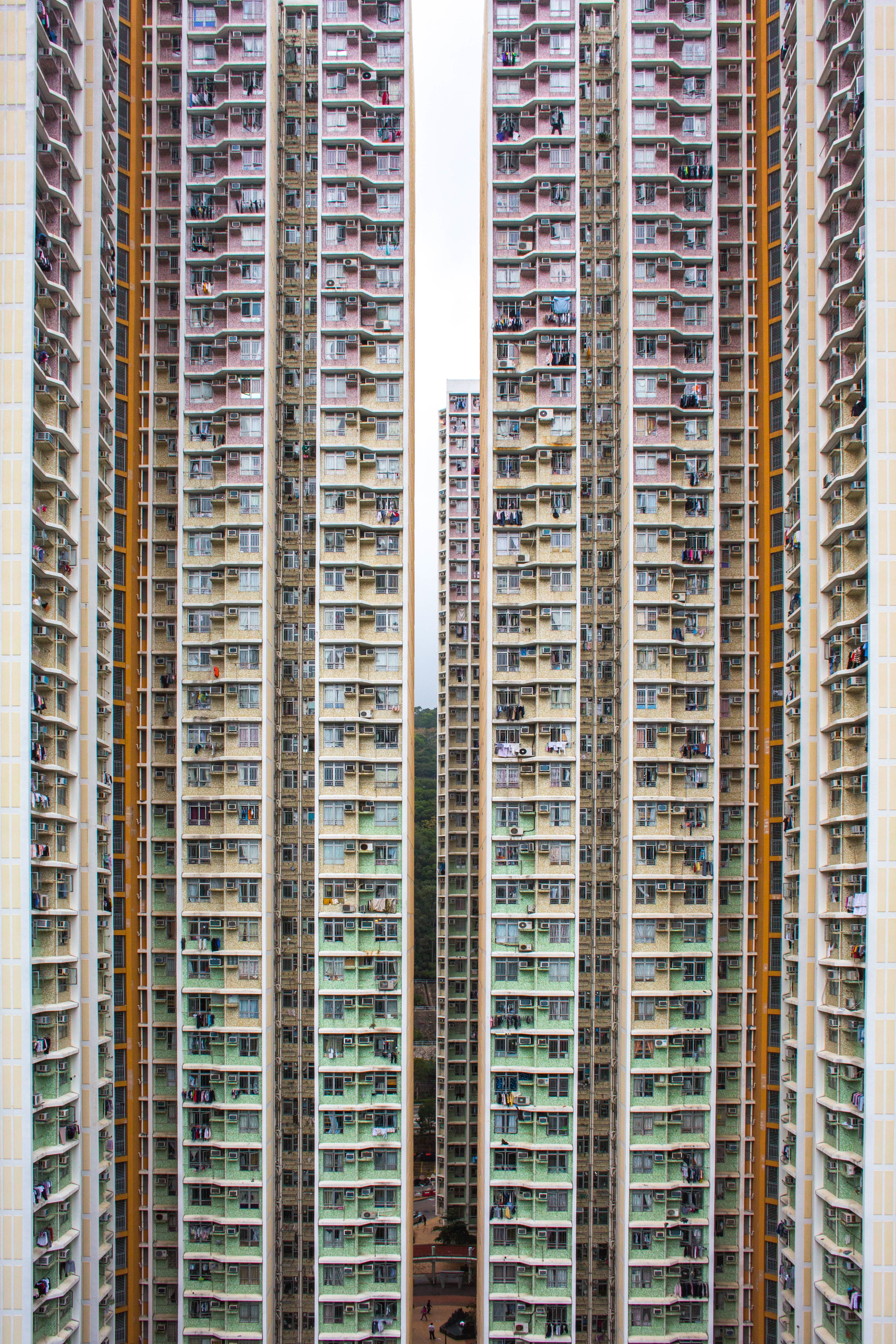
高密度的住宅設計已經十分常見，圖中為彩明苑

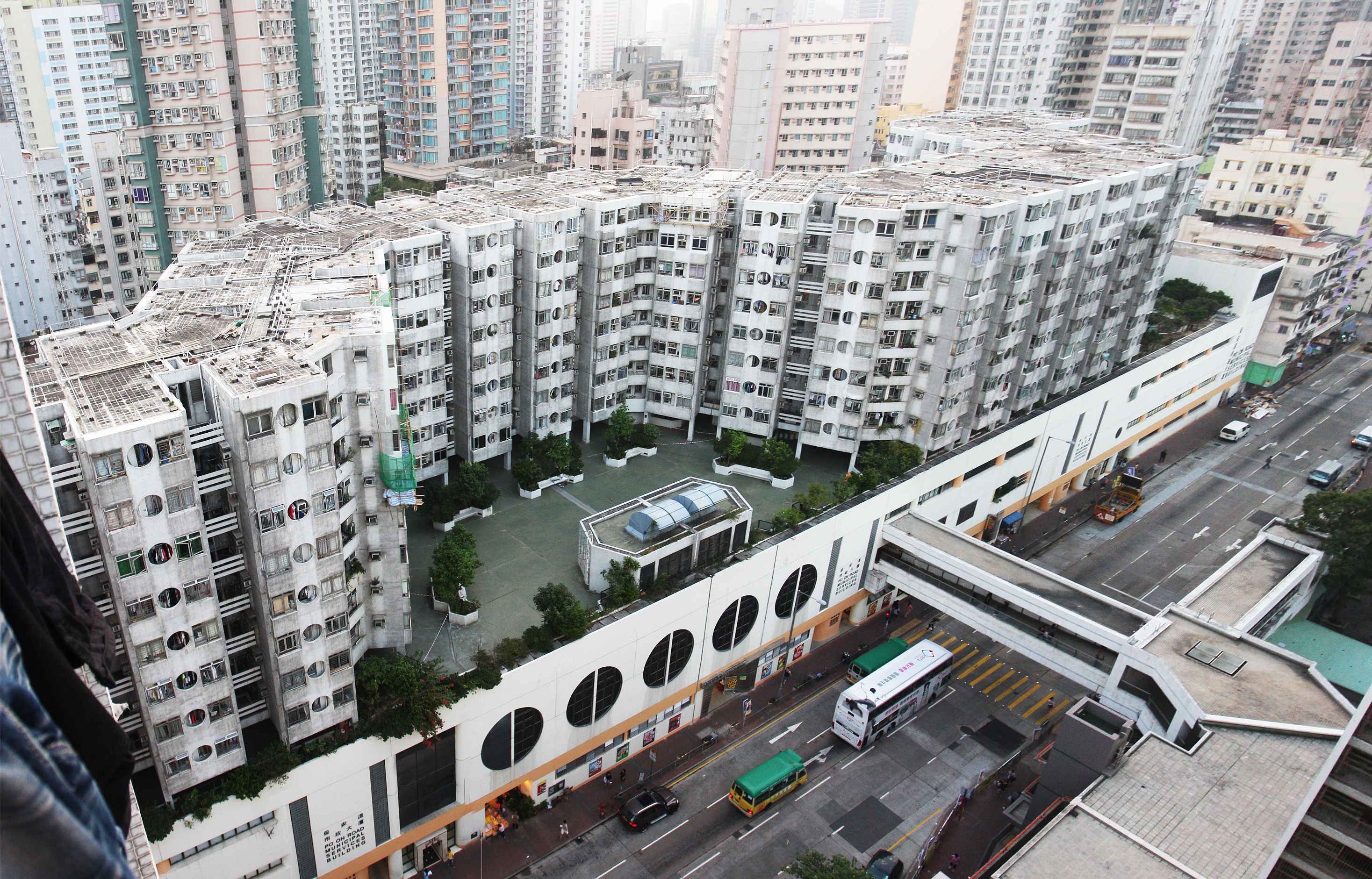
大型公共基座之上興建住宅的模式，寶麗苑便是其中一個例子

#### 公共屋邨
一直以來興建的高樓大廈都是作商業用途。直到1953年石硤尾大火，多層樓宇才成為居住樓宇的標準，同時也成了公共屋邨政策的標準。

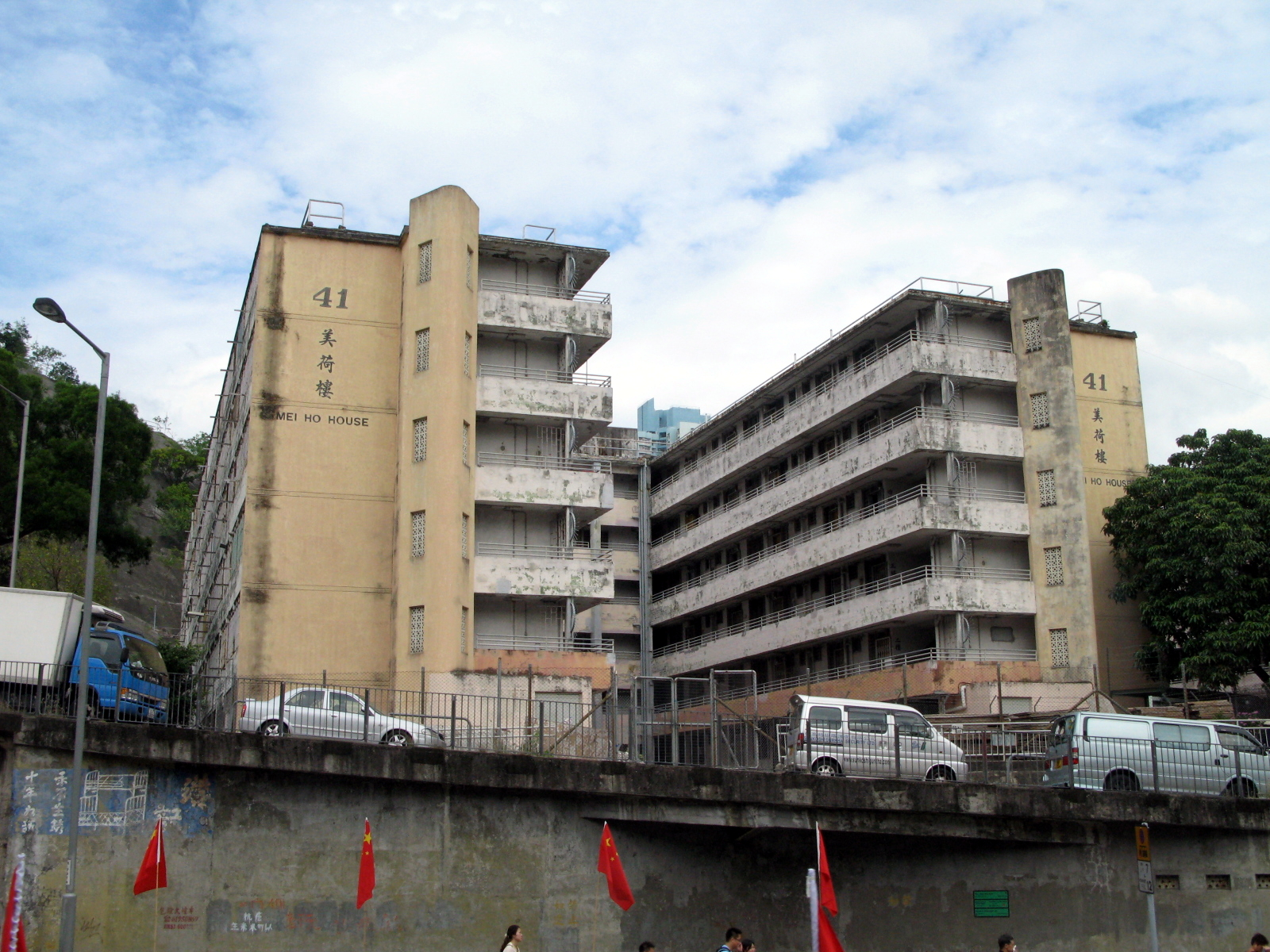
石硤尾邨「H」型7層徙置大廈
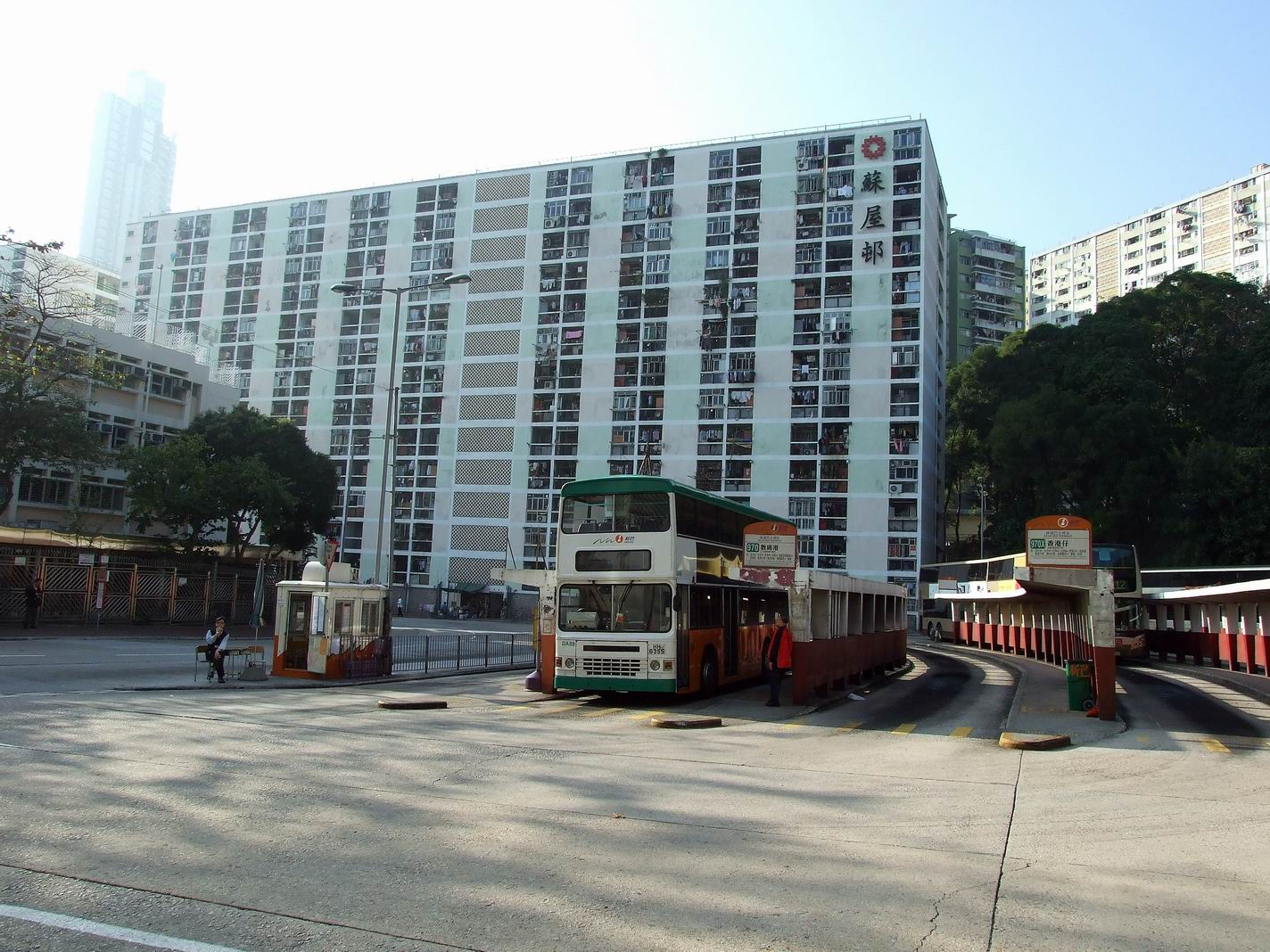
蘇屋邨
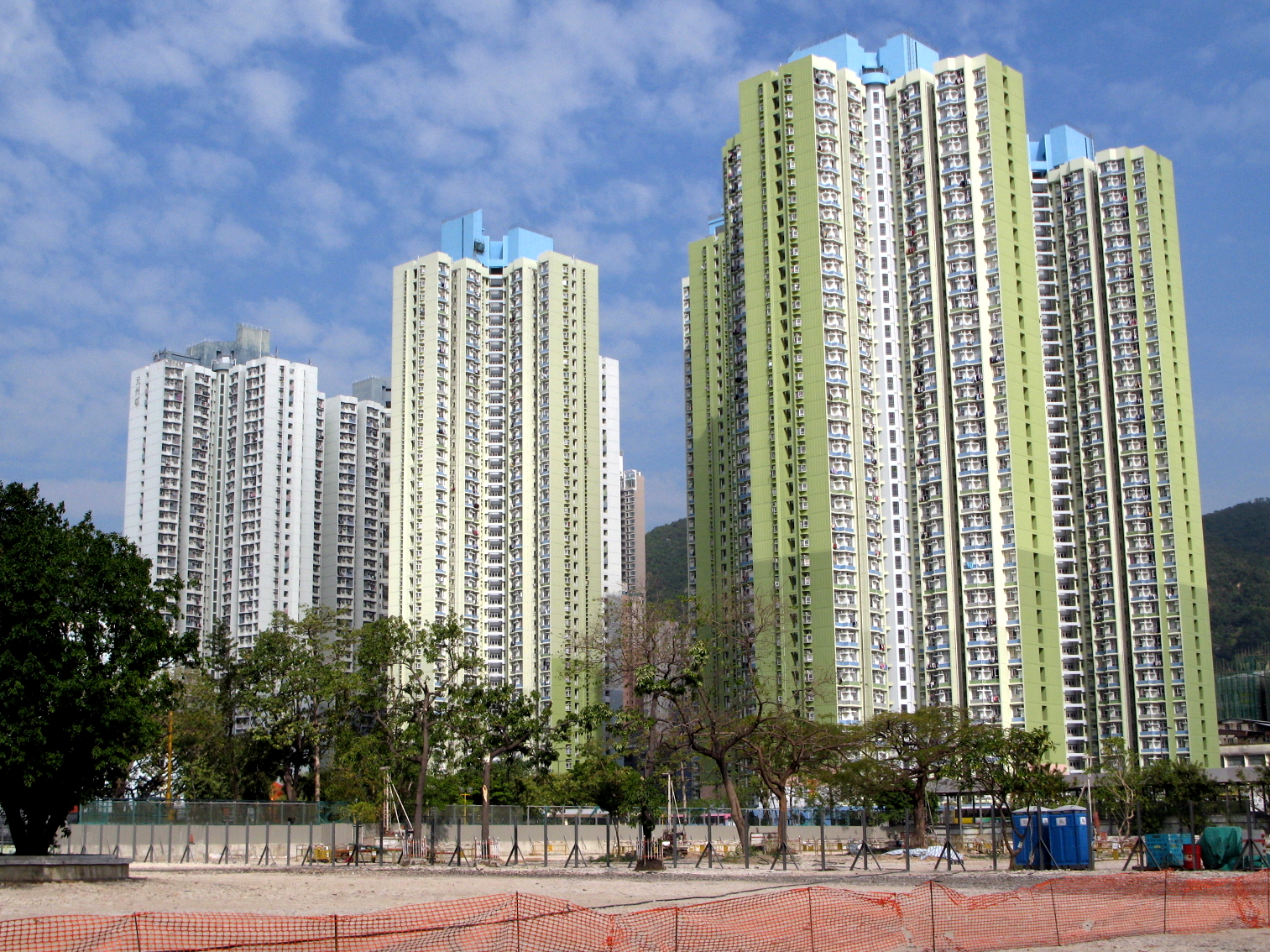
屬於和諧一型的元州邨

#### 私人屋苑
興建於1965年的美孚新邨標誌著私人屋苑時代的開端。首個為中產階層而設的大型私人建築項目就是1972年由太古公司負責的太古城。太古城的設計重點是沒有把土地浪費在銅像或地標身上。這樣的設計成了新標準。
1990年代起，一些住宅樓宇亦以摩天大樓形式興建，部分住宅樓宇的高度比一些國家最高的辦公室大廈更高。現時香港最高的住宅天璽是世界第7高的純住宅大廈，其他還有君臨天下、曉廬等等。隨著啟德機場在1998年關閉，因飛機降落安全而設的管制高度也提高了。很多摩天大廈都計畫在九龍興建，包括西九龍填海區。

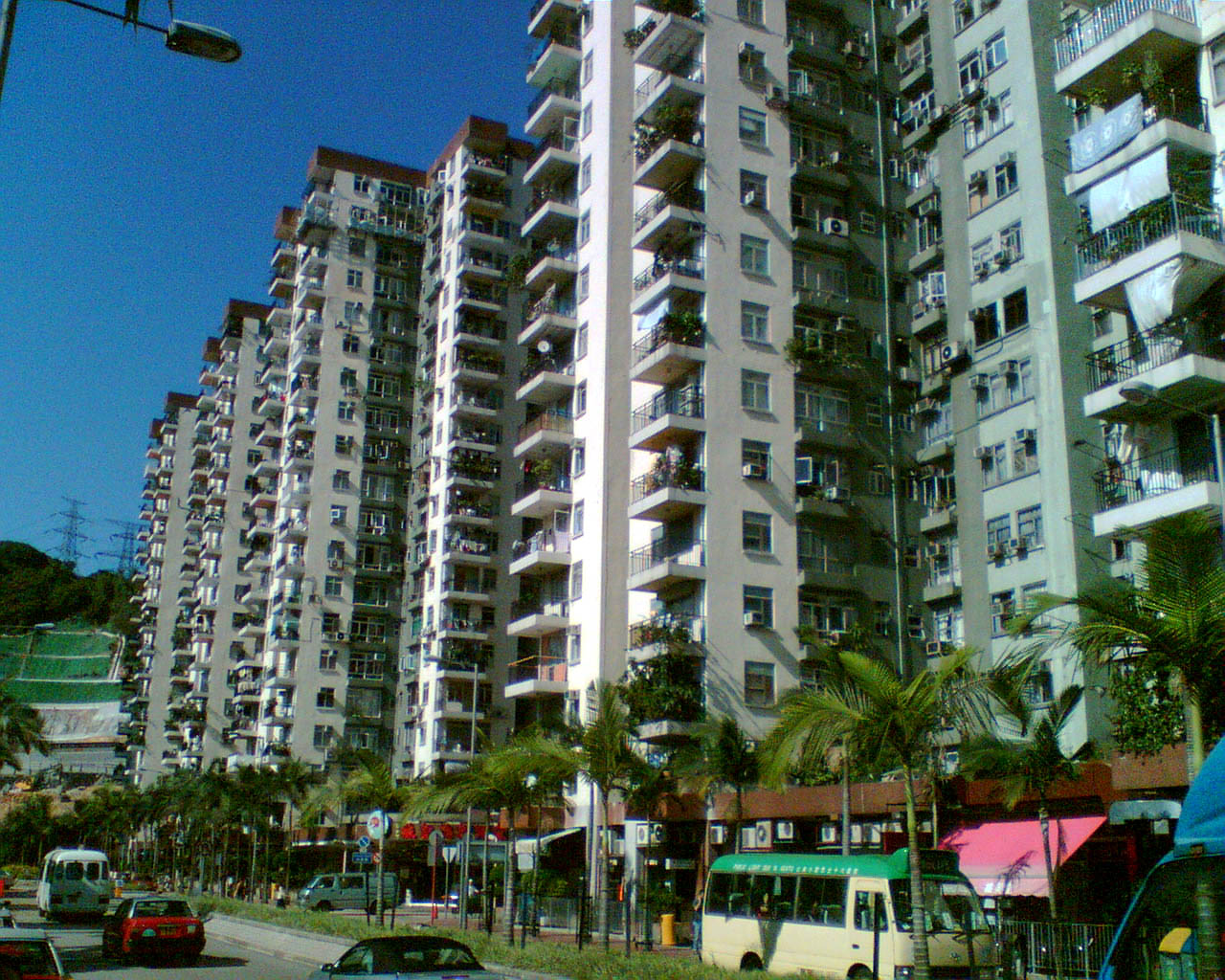
美孚新邨
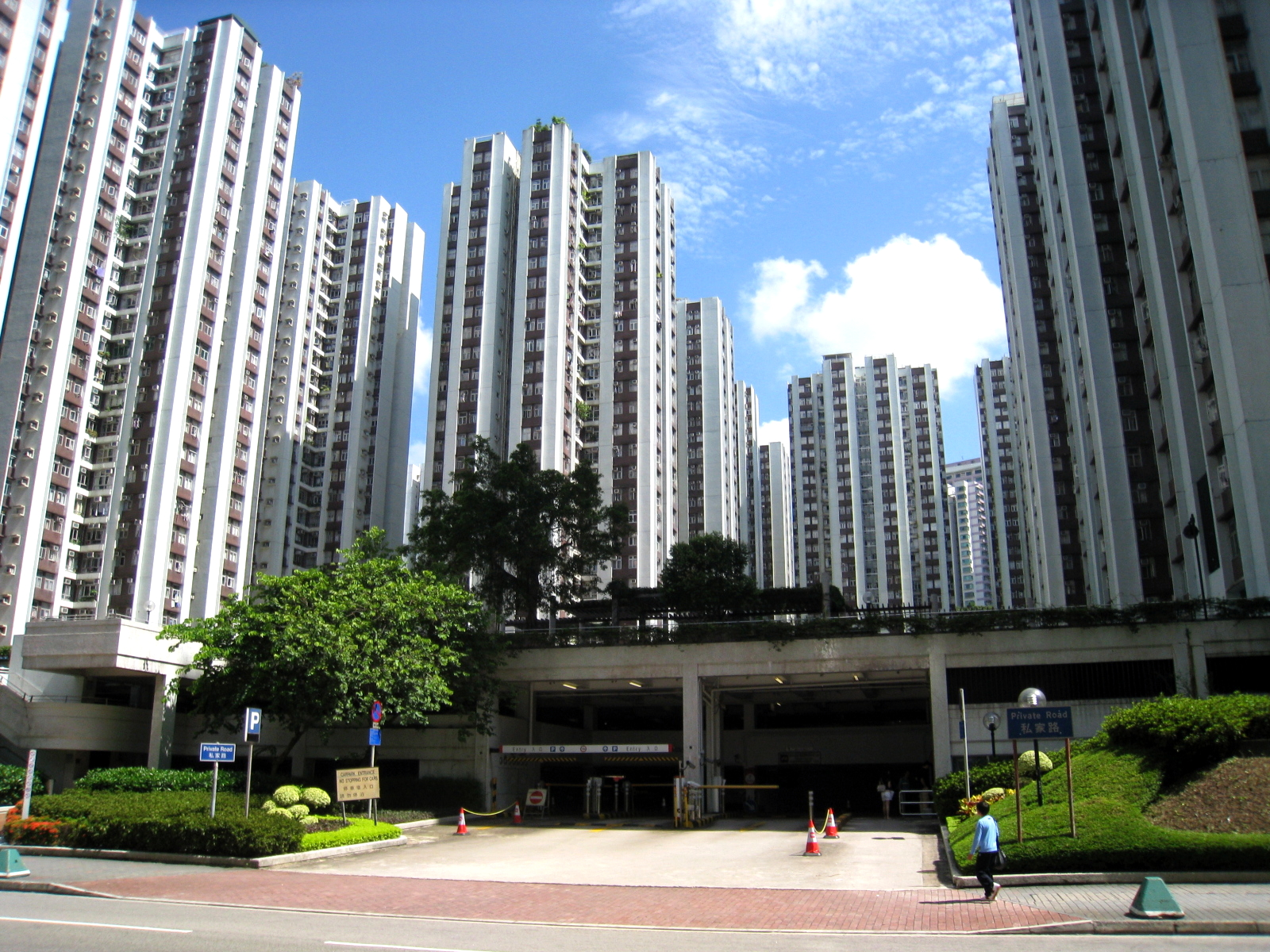
太古城
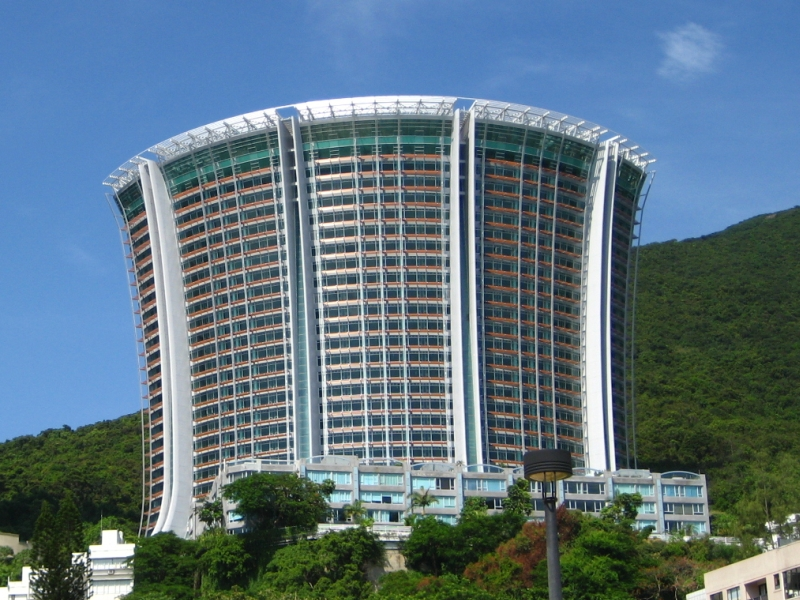
南區淺水灣的The Lily
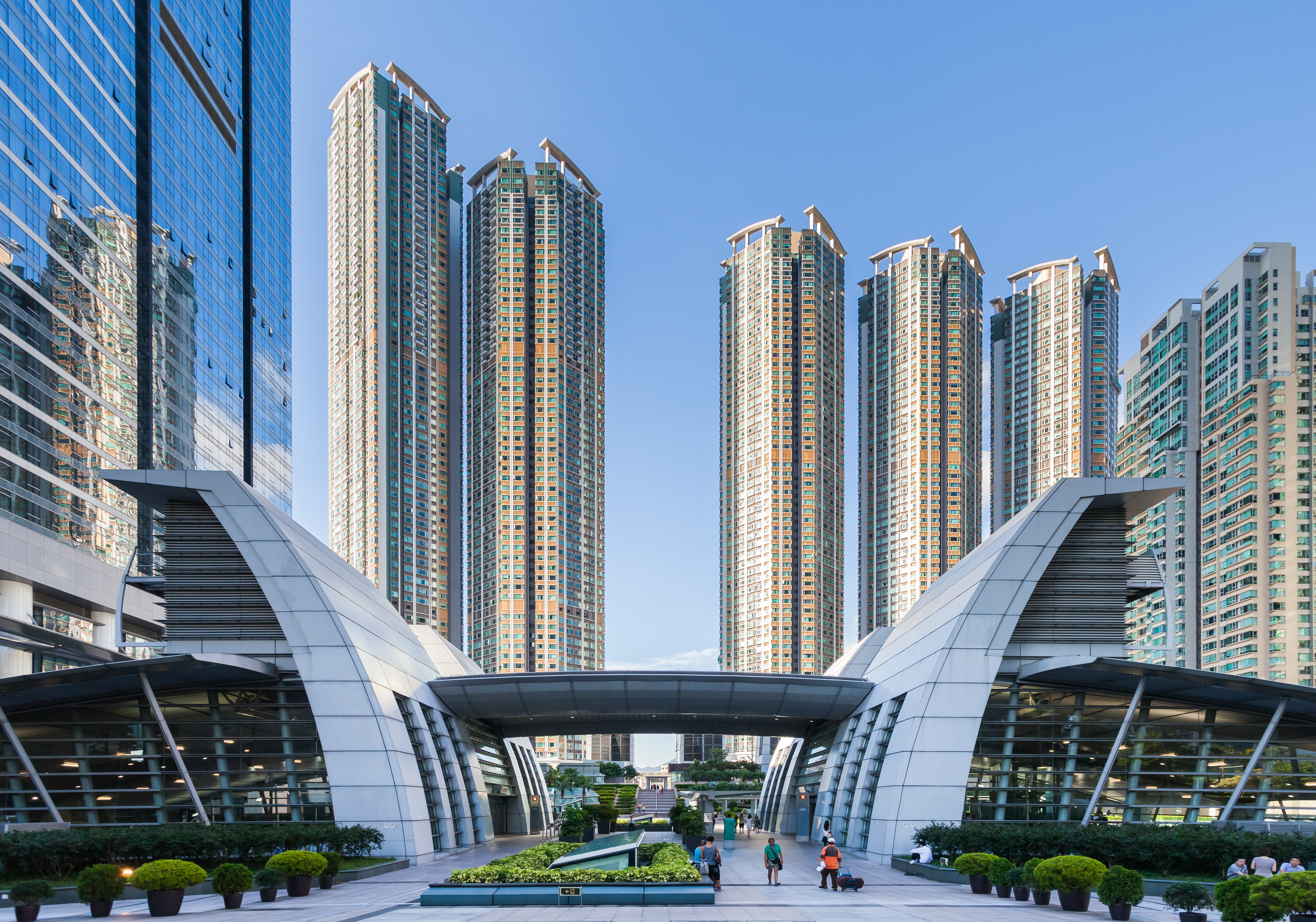
西九龍Union Square的住宅

### 工業
香港製造業蓬勃時期，各工廠區都興建工業大應付需求。

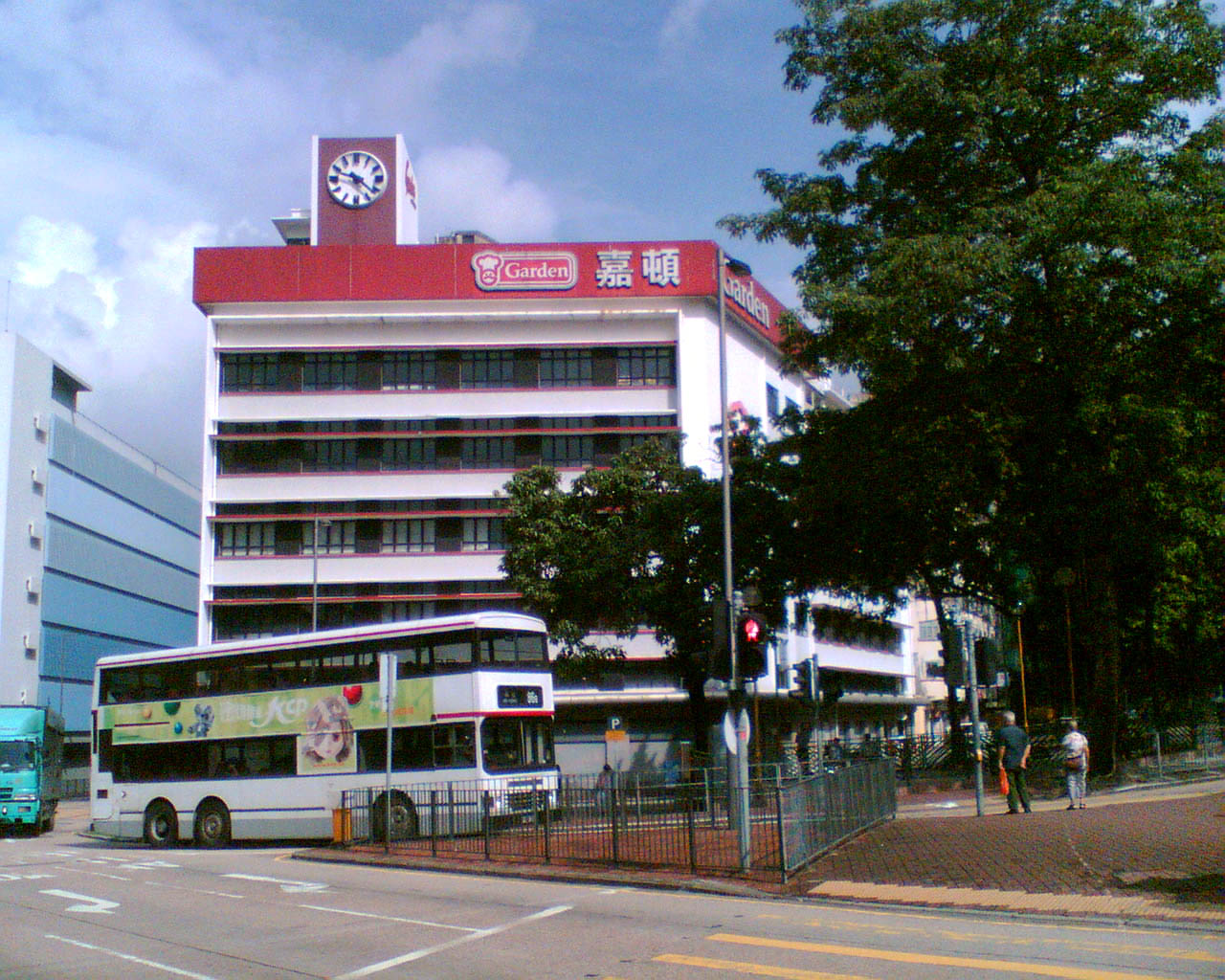
深水埗嘉頓中心
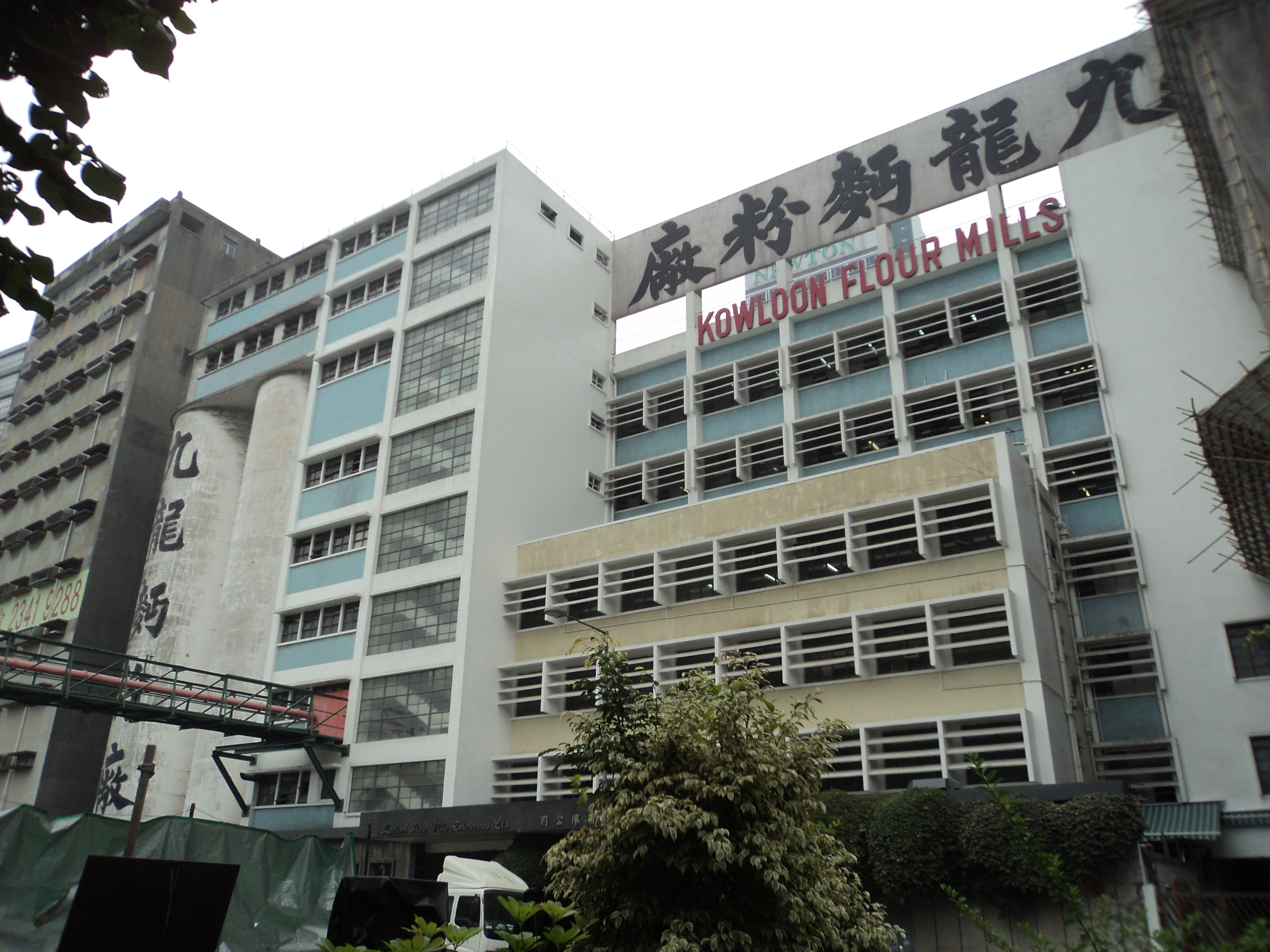
觀塘九龍麪粉廠
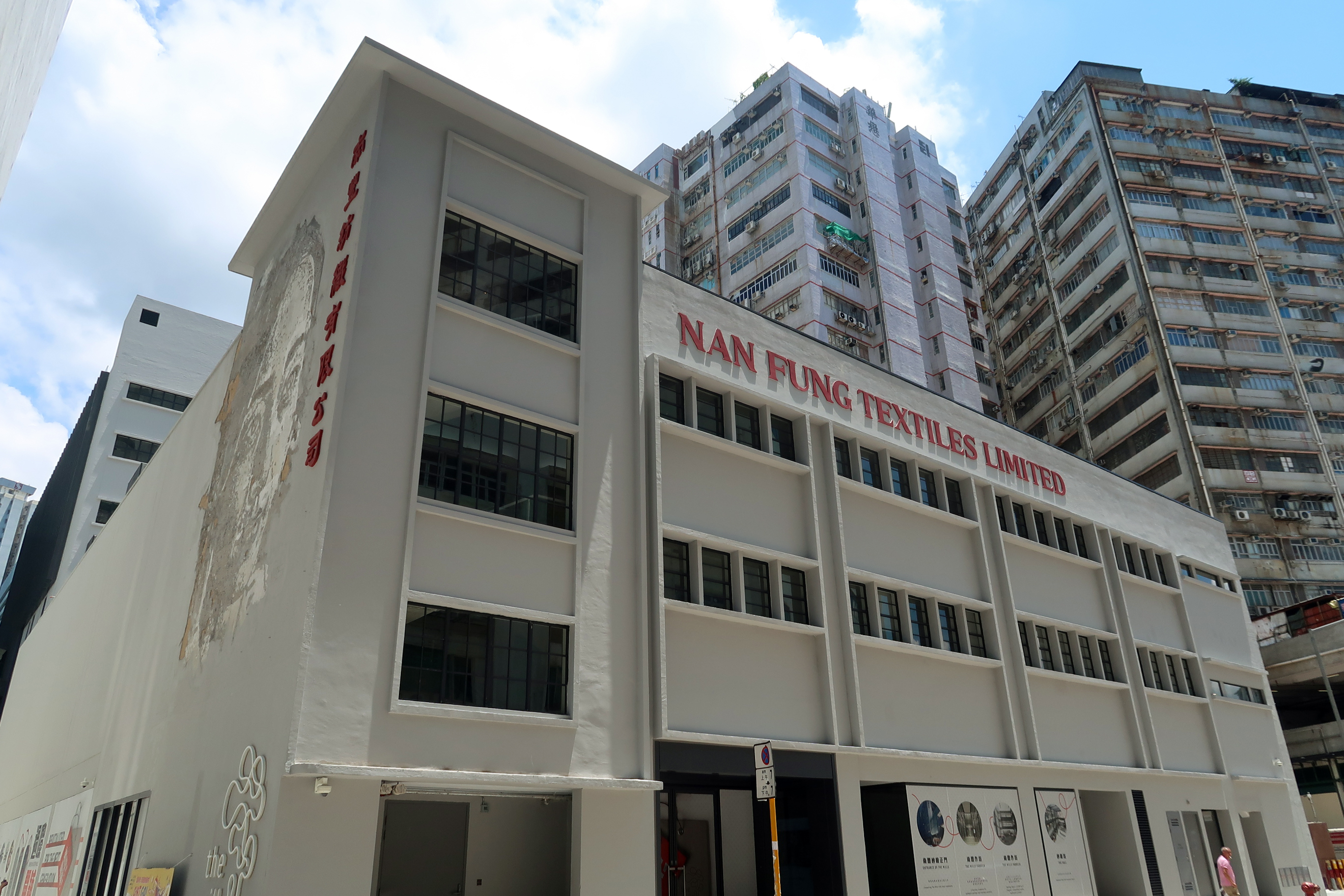
荃灣南豐紗廠

### 商住混合
戰後香港人口急升，以前的舊式唐樓已經不勝負荷，政府開始容許商業及住宅並存的樓宇，亦即法例中的綜合用途建築物。

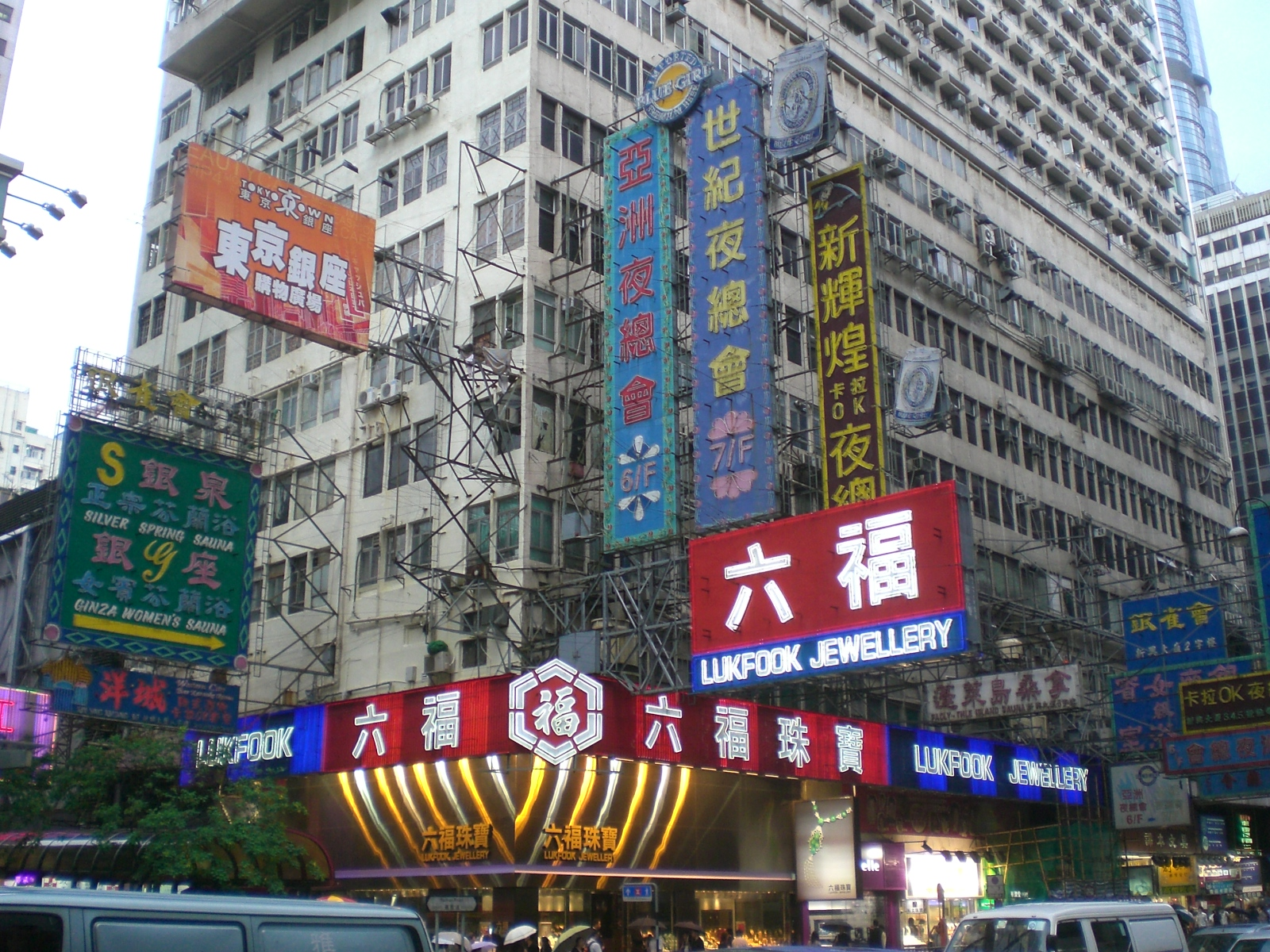
旺角街道常見的商住樓宇
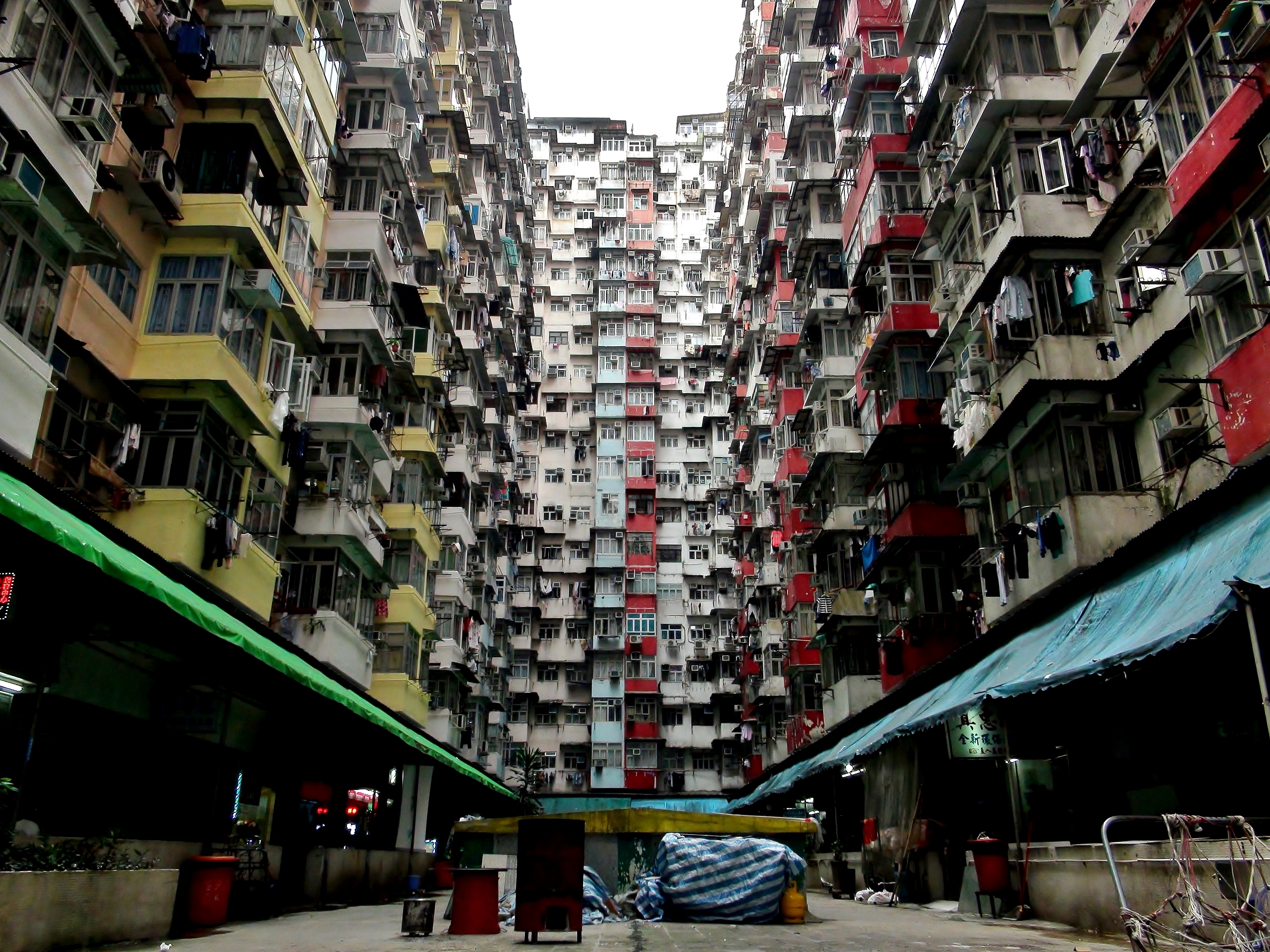
鰂魚涌的「怪獸大廈」
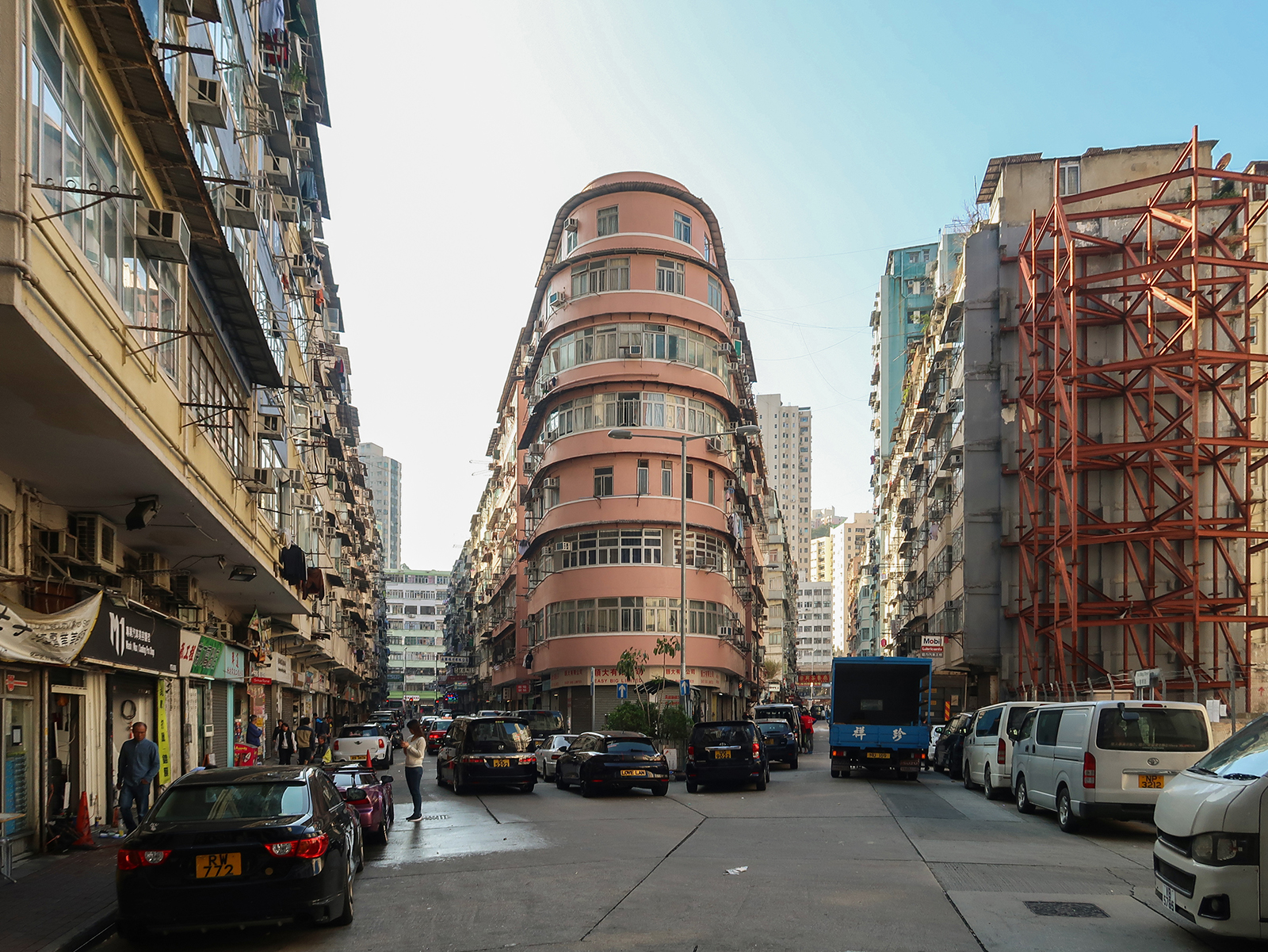
位處轉角的街角樓

### 政府建築
香港戰後人口急增，需要能夠快速完成興建、功能主導的方法解決建築所需。當時工務司署負責的政府建築以實用為主，注重功能而不會講究太多細節，外形均簡約方正為主，同時呼應了現代主義建築的風格特徵。

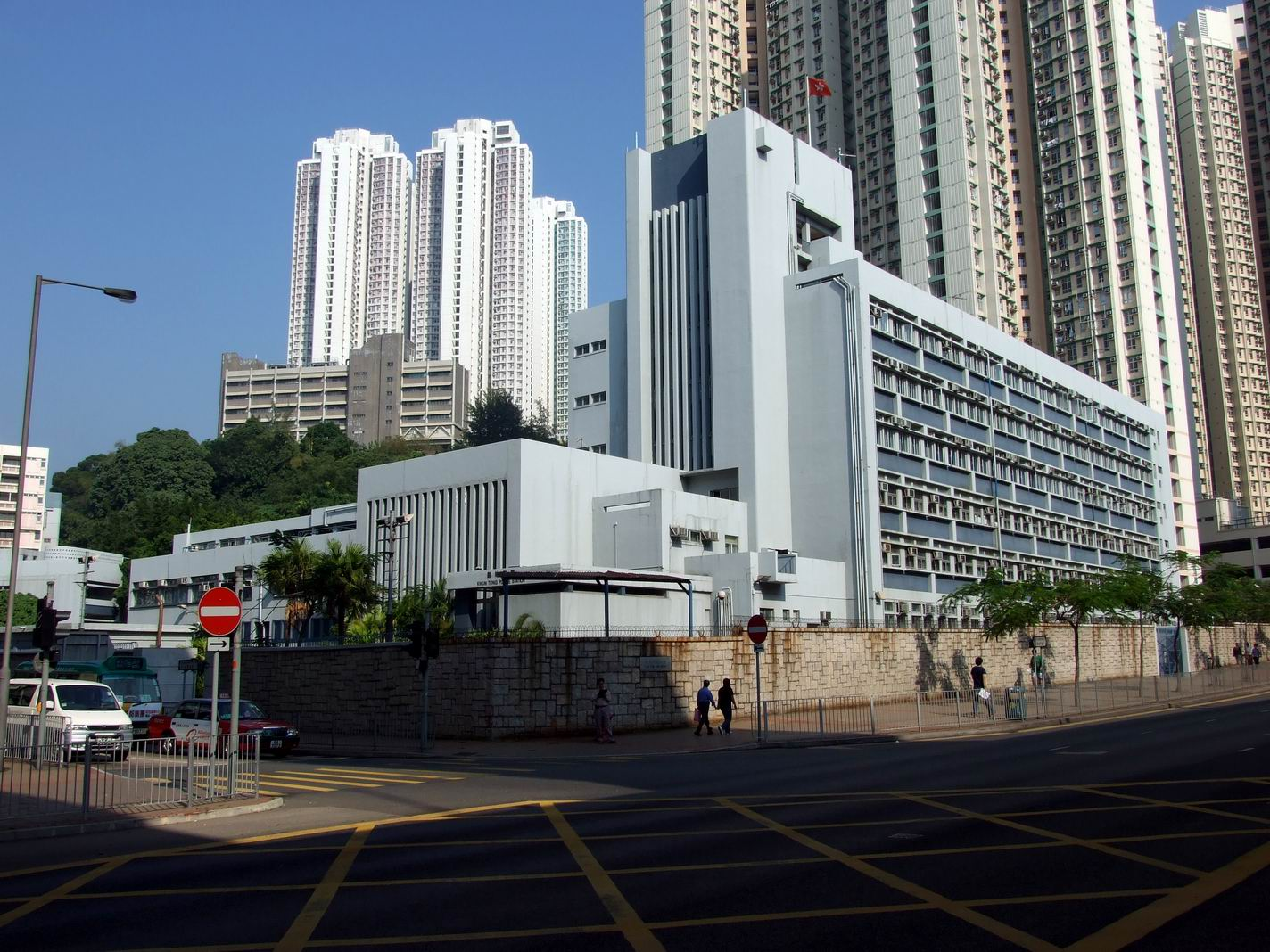
觀塘警署
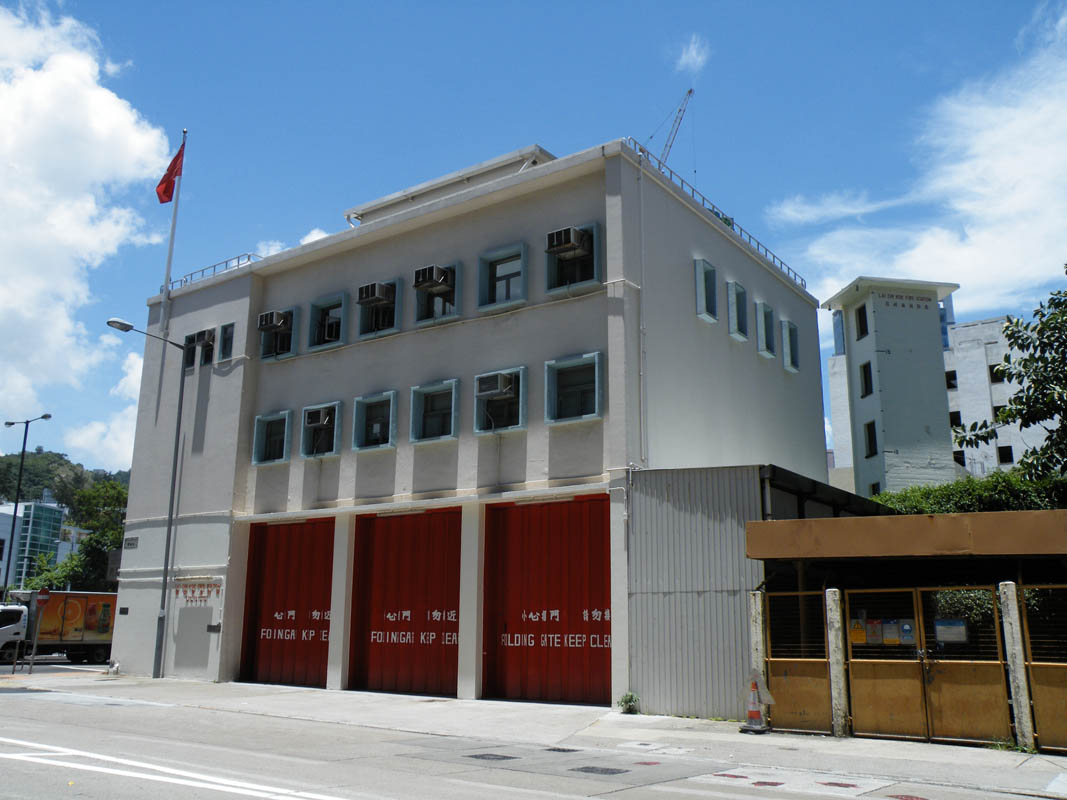
荔枝角消防局
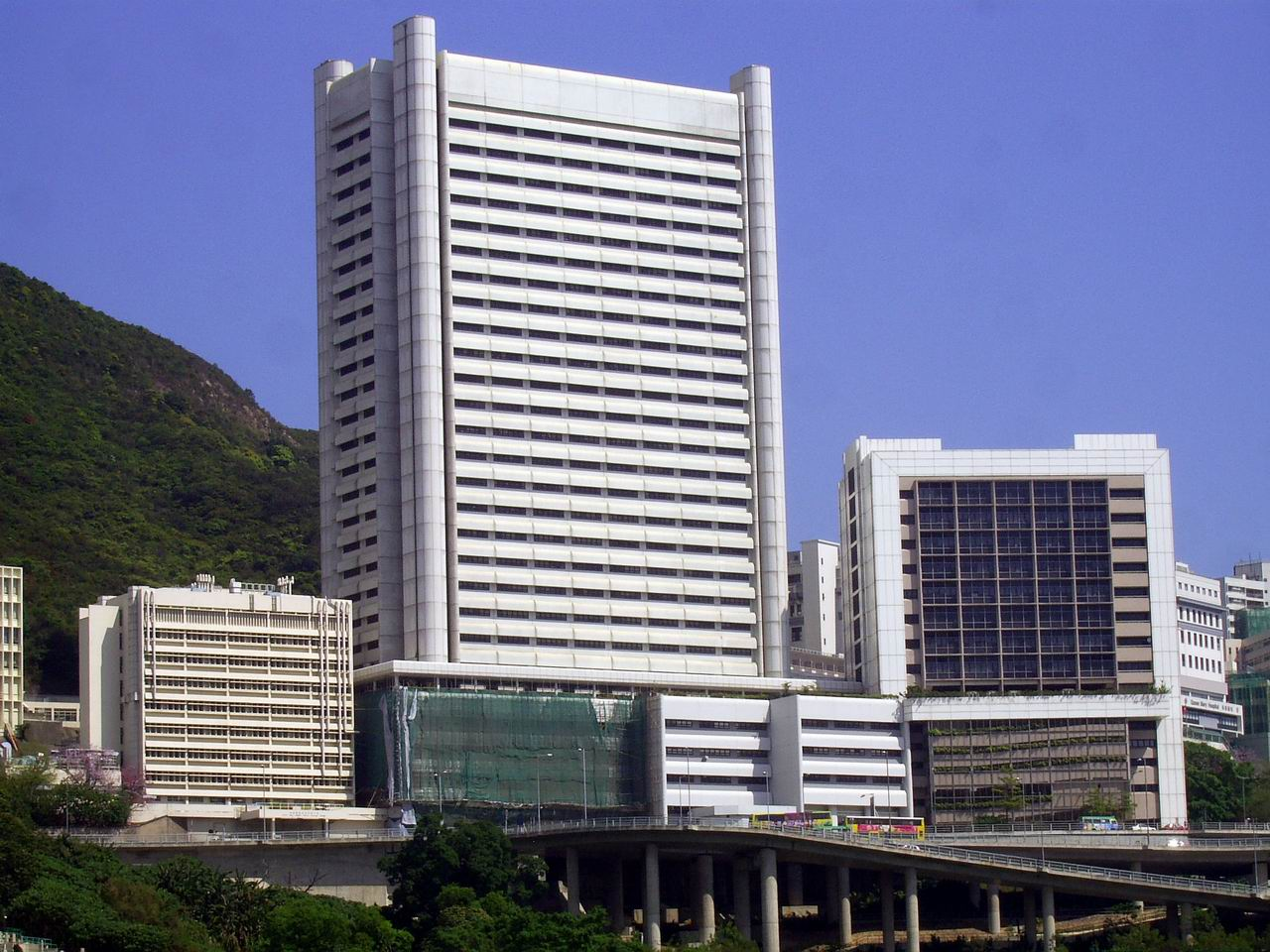
瑪麗醫院
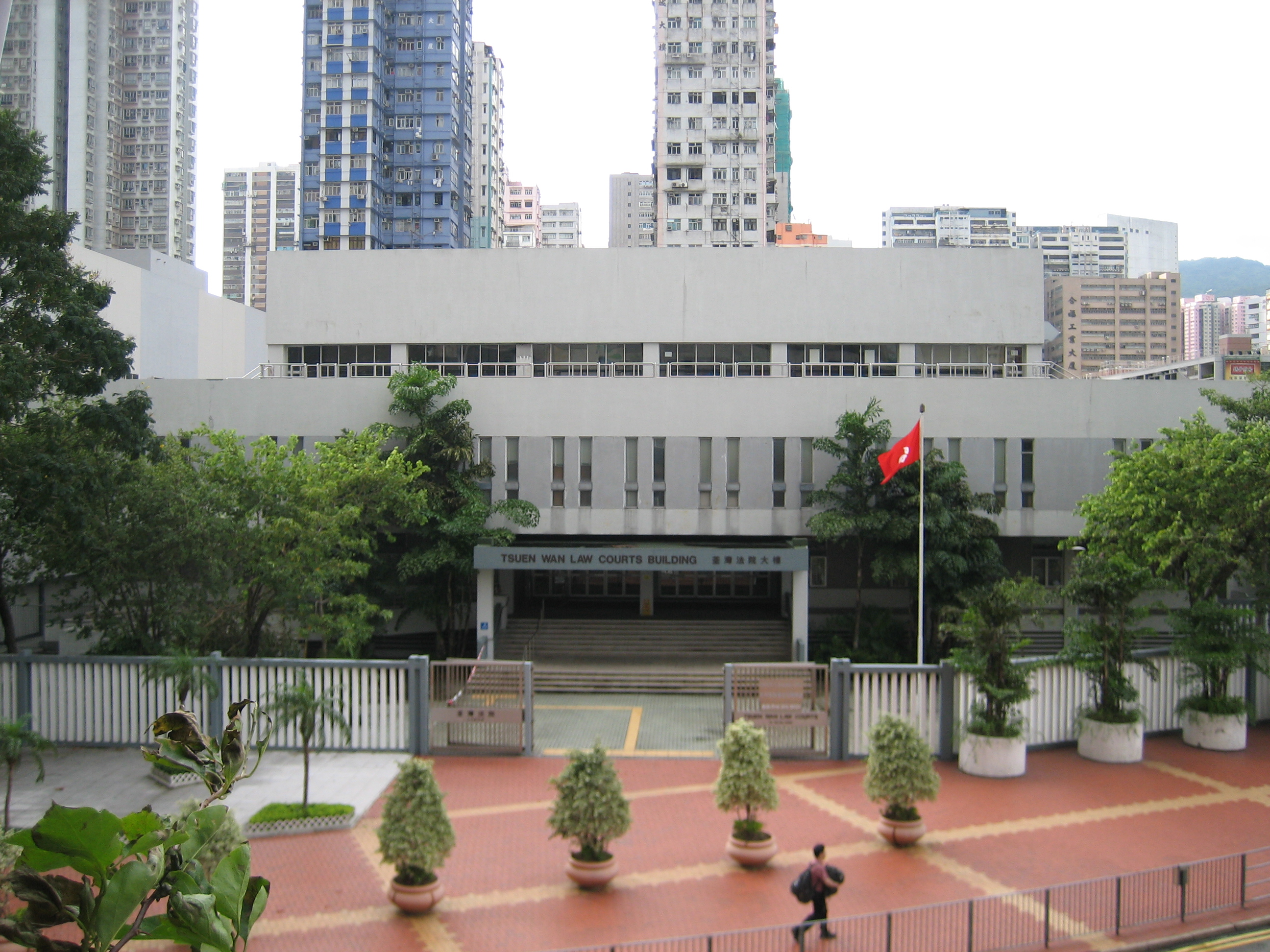
荃灣裁判法院
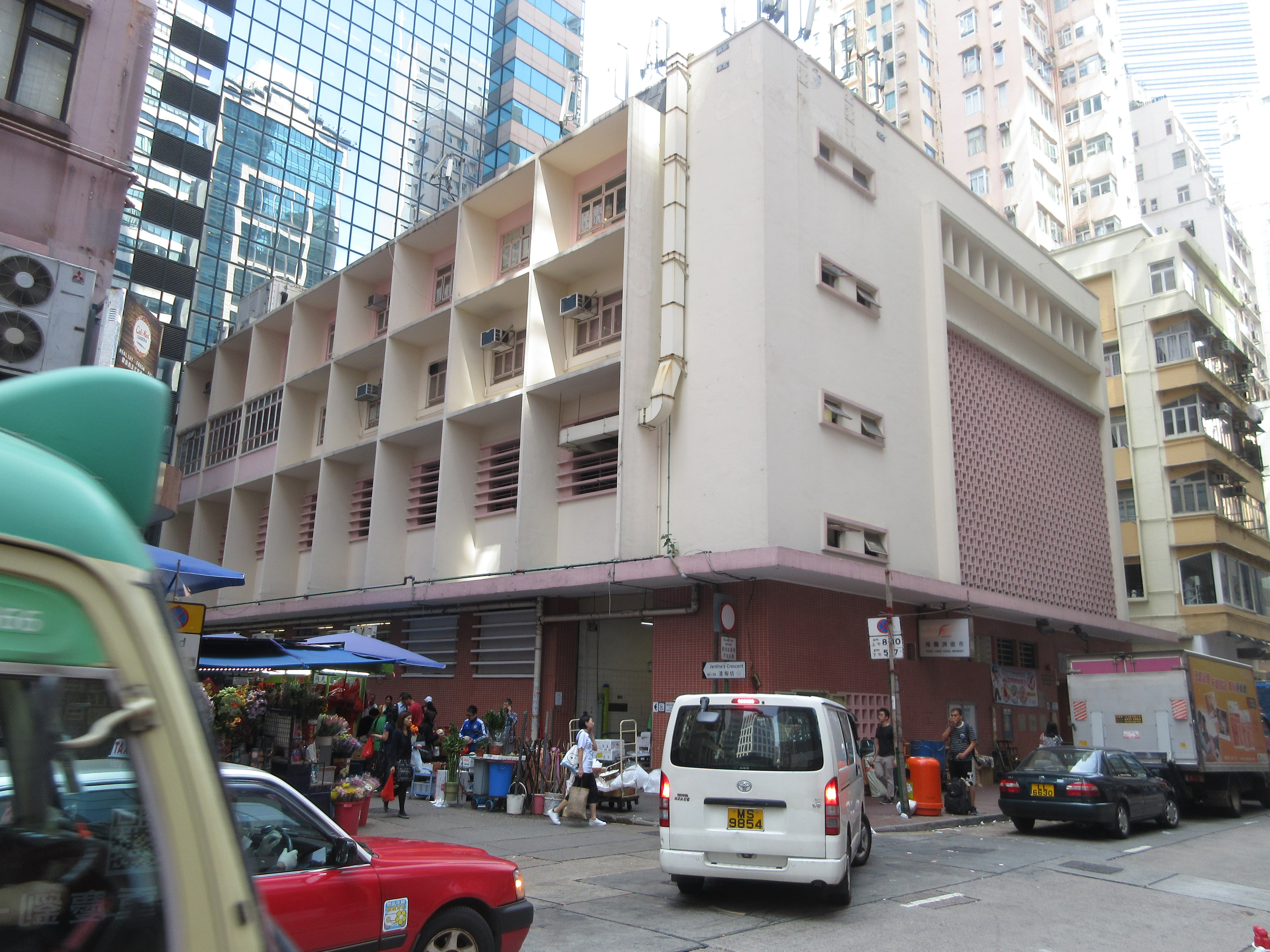
燈籠洲街市

### 娛樂場所

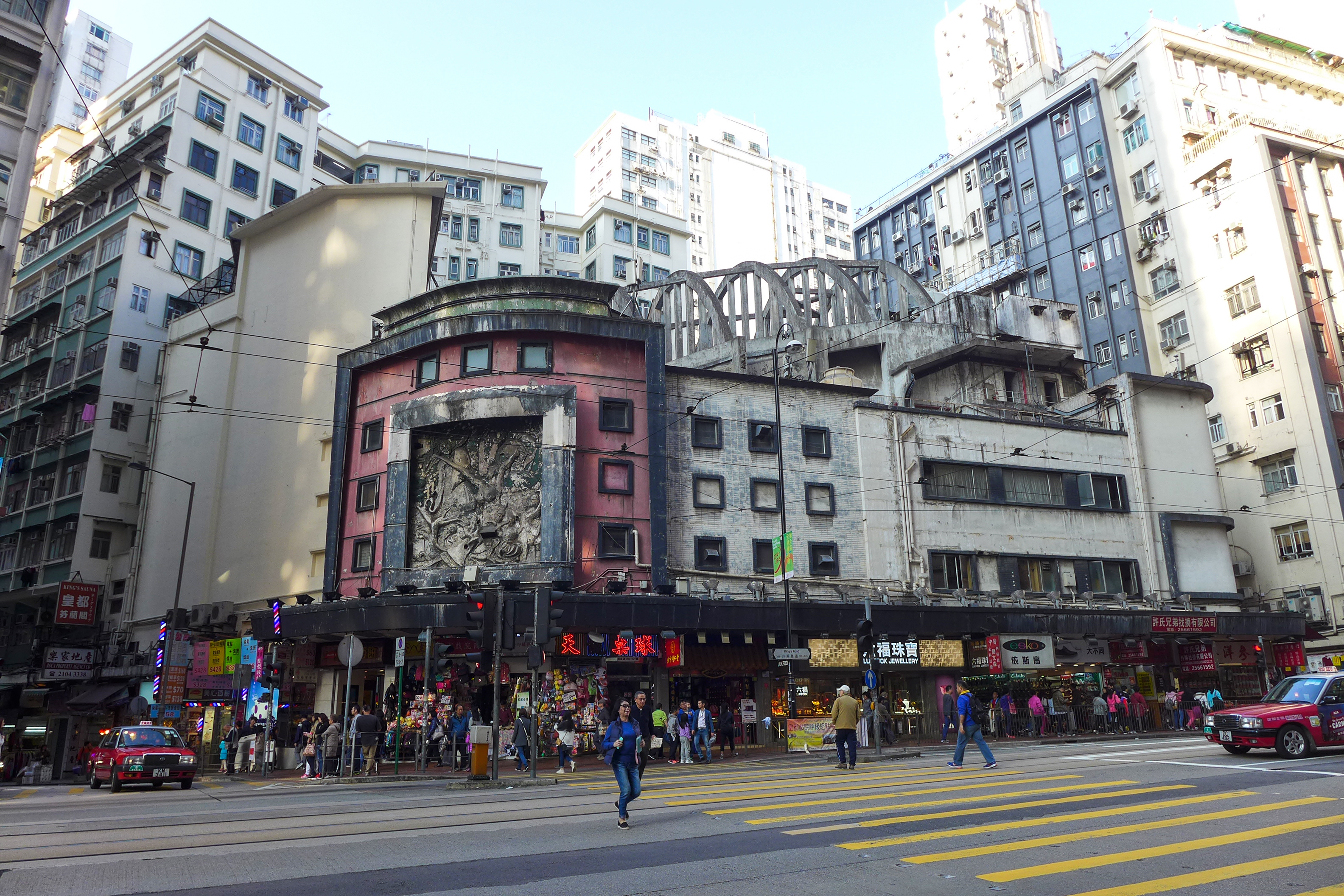
皇都戲院

### 純商業
中環的高級商業樓宇的需要日漸上升。經過數十年發展，中環成了大量高樓大廈的集中地。這些大廈構成維多利亞港吸引大量遊客的天際線。

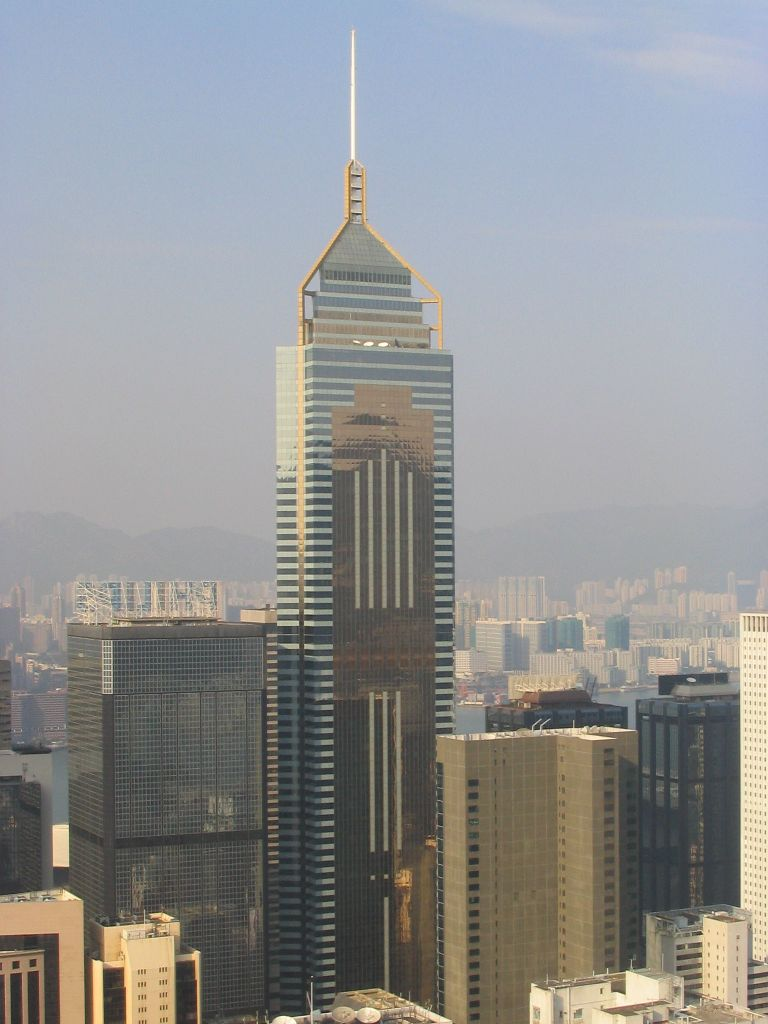
中環廣場
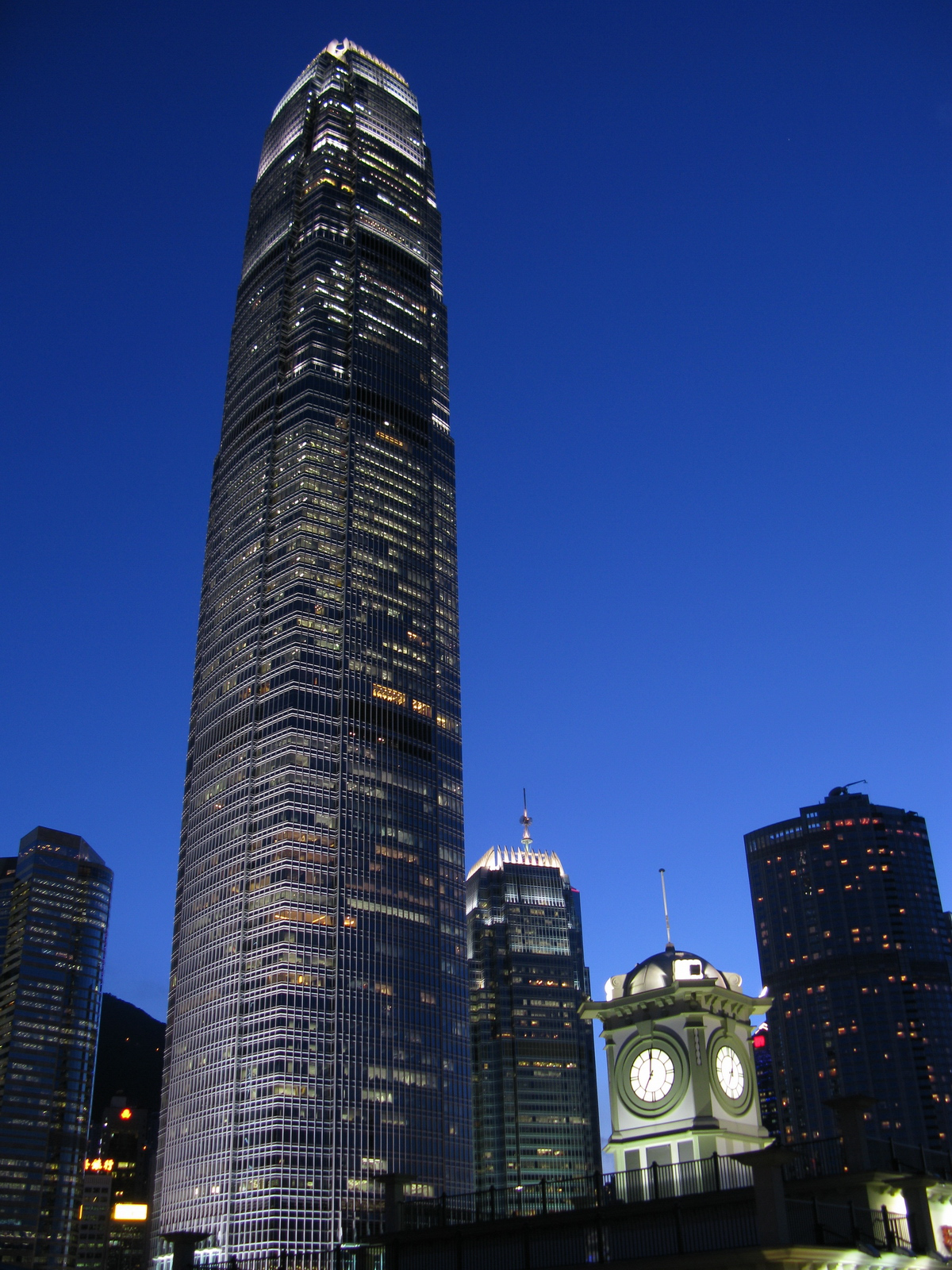
國際金融中心二期
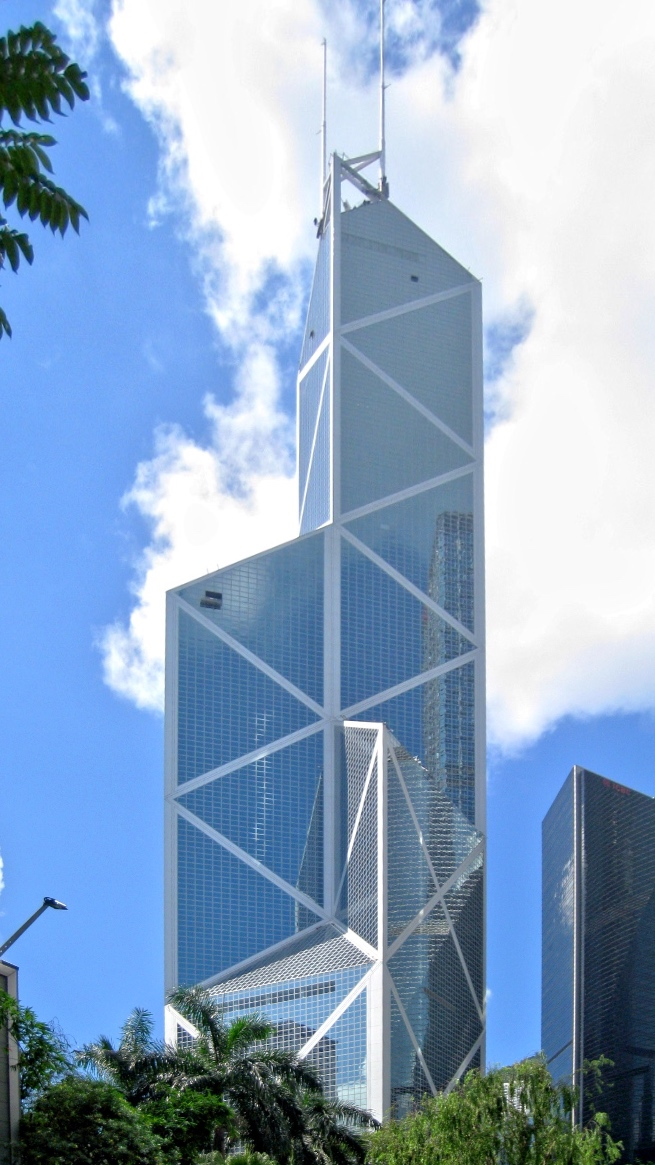
香港中銀大廈
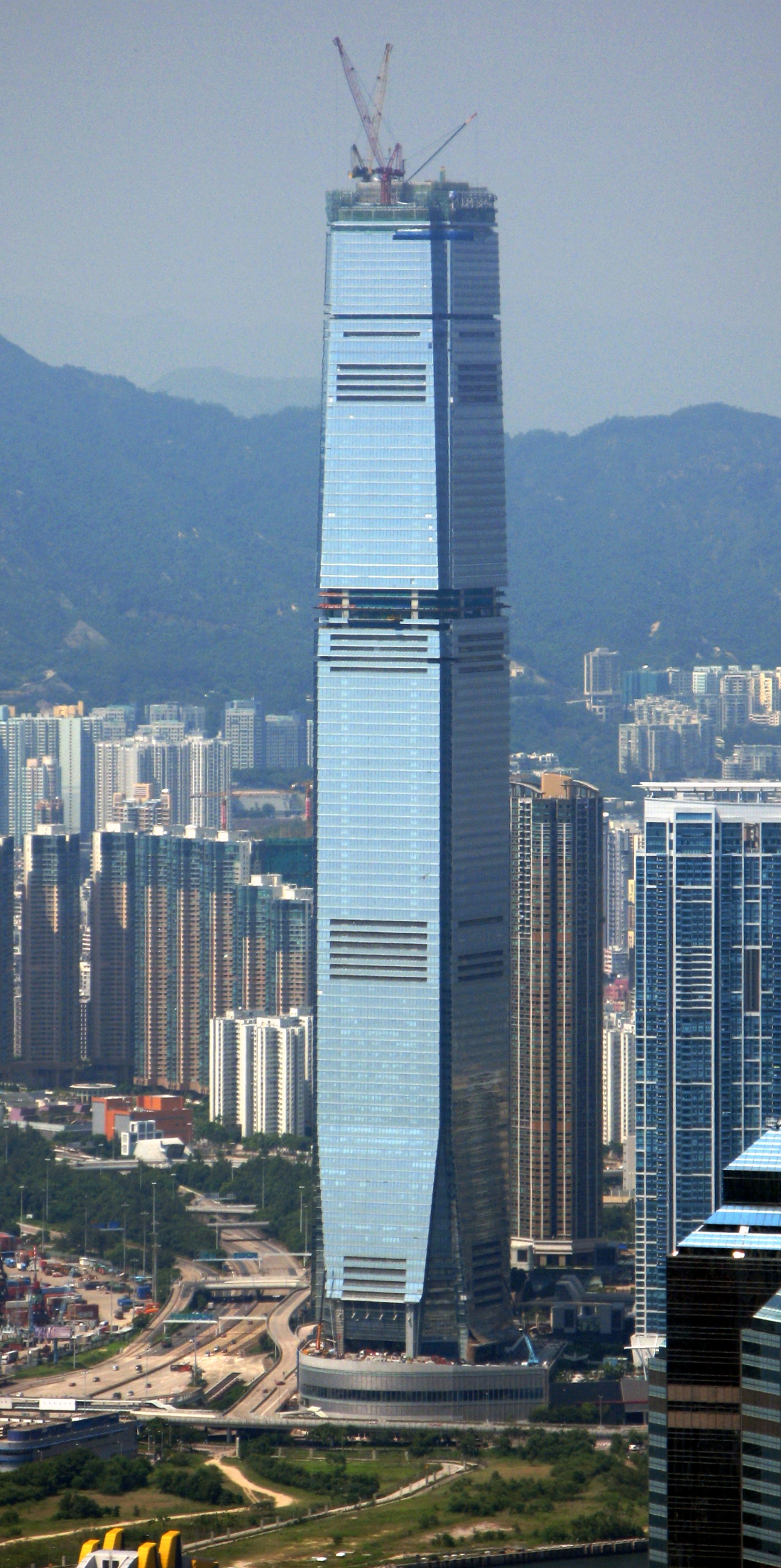
環球貿易廣場

紐約市整體來說有很大的面積，但是香港的天際線比紐約市的還要長，共由7,000棟摩天大廈所組成。這些摩天大廈中包括著名的國際金融中心、環球貿易廣場、中環廣場、中銀大廈、中環中心、擎天半島、朗豪坊等等。
除了商業大廈外，很多基礎建設也是著名的建築物，例如青馬大橋、汲水門大橋、香港國際機場、汀九橋、昂船洲大橋等等。

## 特色建築例子
| - 藍屋 - 吉慶圍 - 聚星樓 - 景賢里 - 老襯亭 - 三棟屋 - 雷生春 - 寶蓮禪寺 | - 舊灣仔街市 - 尖沙咀鐘樓 - 孫中山紀念館 (香港) - 舊中區警署 | - 朗豪坊 - 青馬大橋 - 時代廣場 - 國際金融中心 - 香港國際機場 - 香港會議展覽中心 - 香港滙豐總行大廈 |

## 圖片

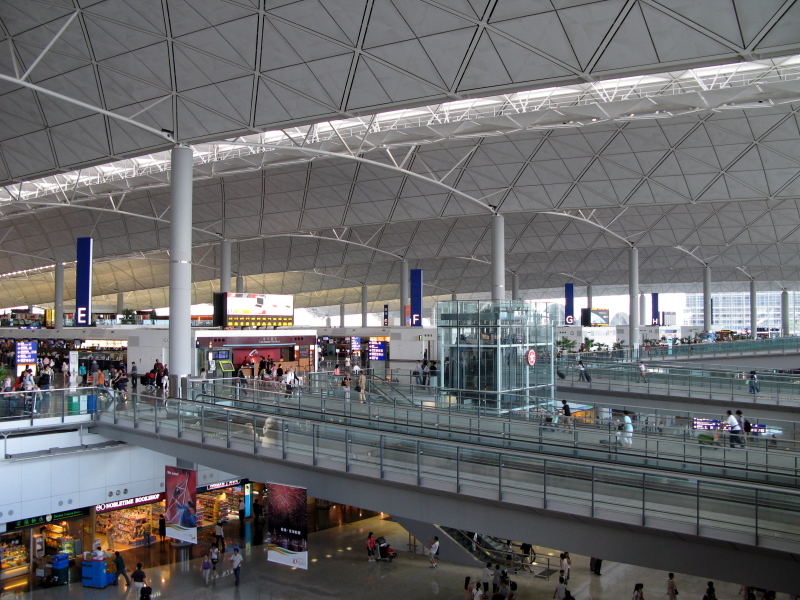
香港國際機場一號客運大樓
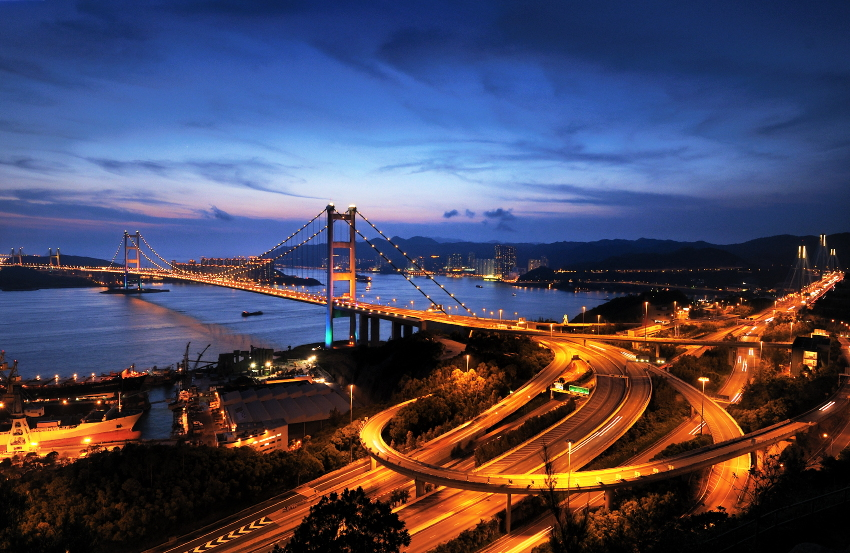
青馬大橋
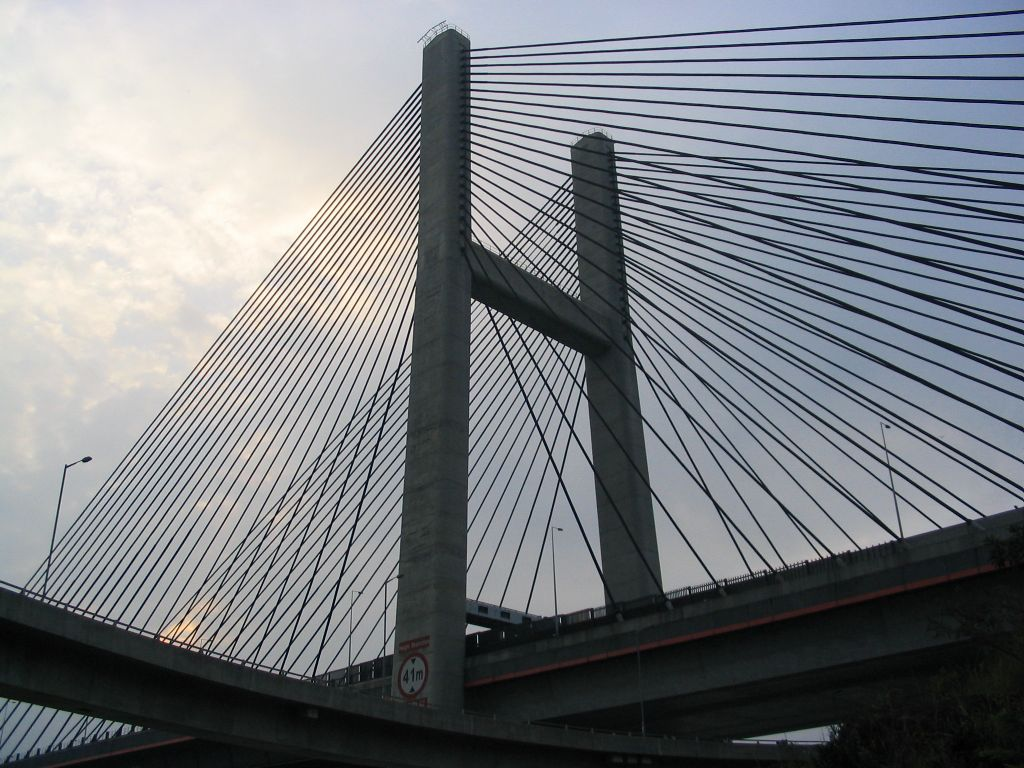
汲水門大橋位於馬灣的橋塔
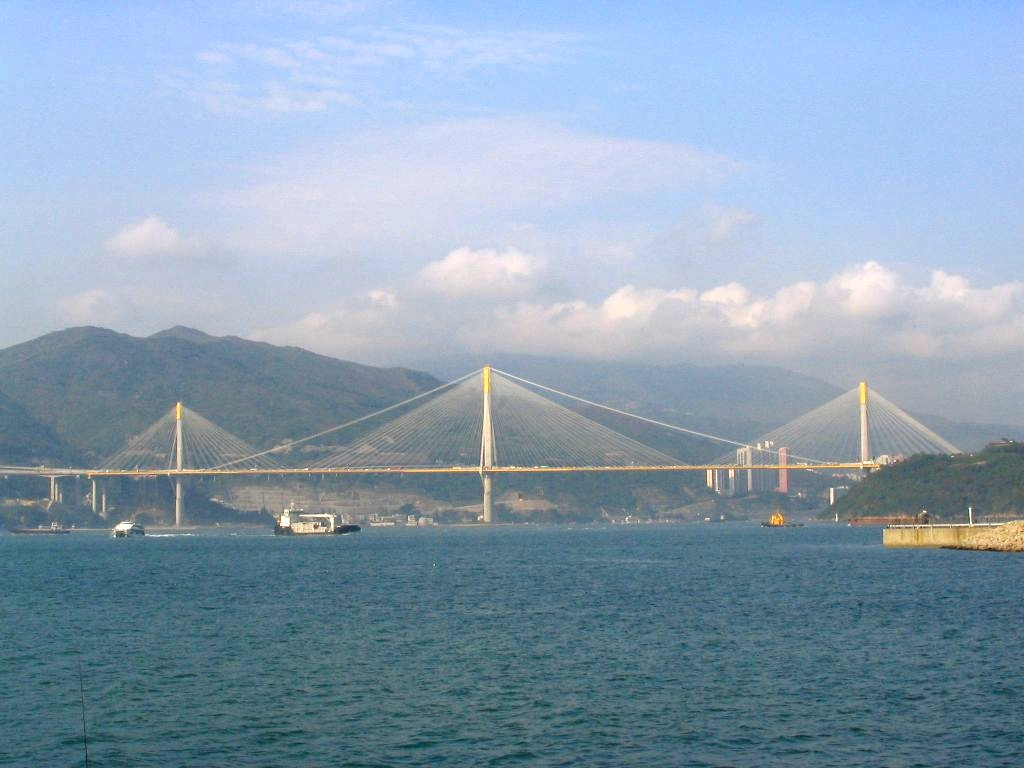
汀九橋連接汀九（圖左）和青衣
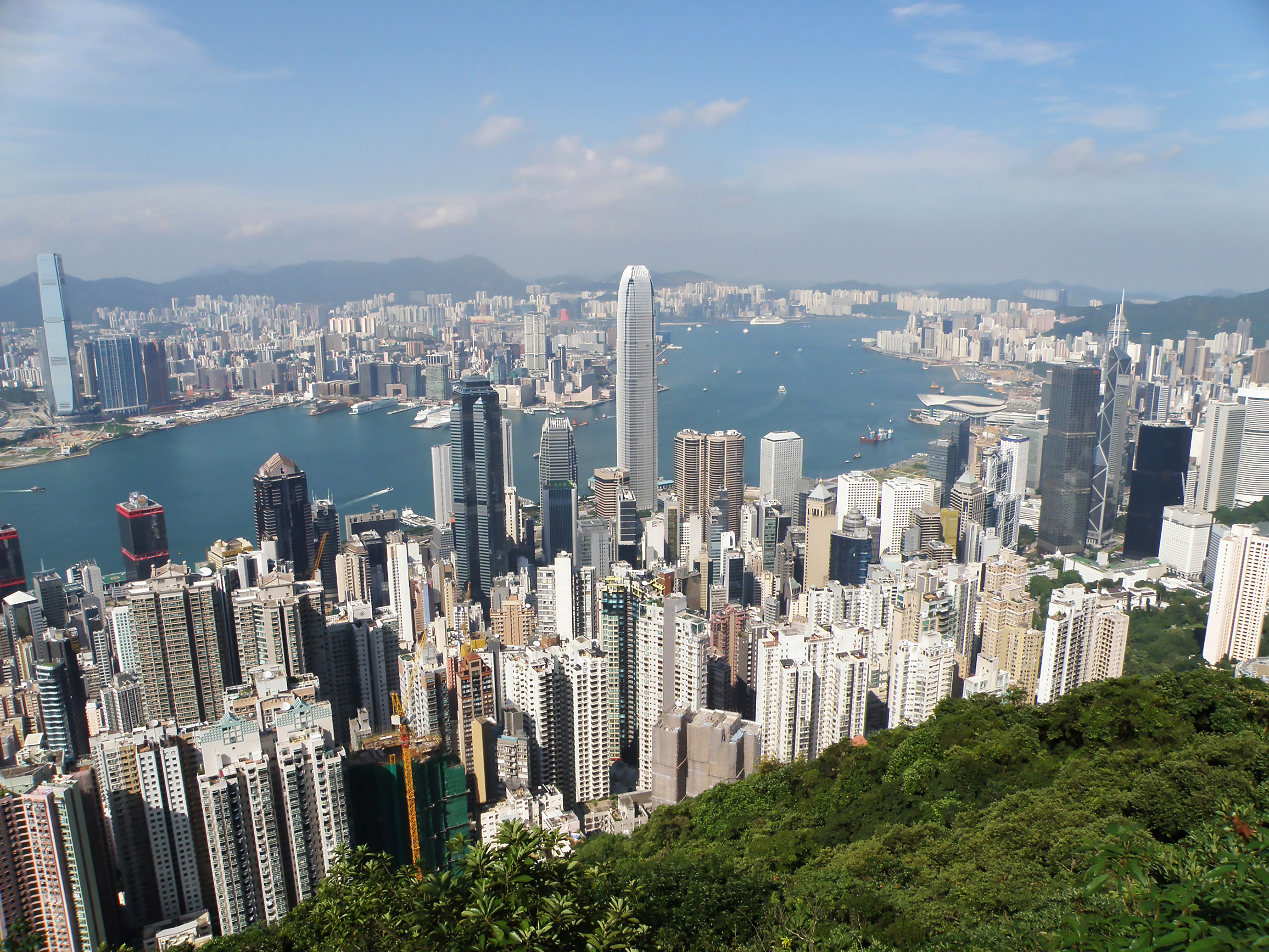
維多利亞港兩岸密集林立的高樓大廈，形成城市的一道獨特風景

## 軼聞
在香港，建築工程的費用相當驚人，英國《獨立報》有報道指根據利茲的建築工程顧問公司Turner & Townsend調查，香港樓宇及基建工程建築費，每平方米平均3,480多美元（約27,800港元），位列全球第四；而全球工程費最貴的城市紐約每平方米平均3,800美元（約29,700港元）。

## 参見
- 香港摩天大樓

## 外部連結
- 探索香港建築與地方發展，作者龍炳頤，香港大學建築系教授及香港古物諮詢委員會主席